# 2022년 일본 시리즈
2022년 일본 시리즈(일본어: 2022年の日本シリーズ, 영어: 2022 Japan Series) 또는 SMBC 일본 시리즈 2022(SMBC日本シリーズ2022)는 2022년 10월 22일부터 10월 30일까지 열린  제73회 일본 프로 야구 일본 시리즈 경기이다. 퍼시픽 리그 클라이맥스 시리즈 우승팀 오릭스 버펄로스가 총 7차례의 접전을 펼친 끝에 센트럴 리그 클라이맥스 시리즈 우승팀 도쿄 야쿠르트 스왈로스를 누르고 4승 1무 2패의 성적을 기록, 1996년 이후 26년 만에 5번째 우승을 차지했다.

## 개요
2014년부터 9년 연속으로 NPB 파트너인 미쓰이스미토모 은행을 타이틀 스폰서로서 ‘SMBC 일본 시리즈 2022’(SMBC日本シリーズ2022)라는 이름으로 개최됐다.
작년과 마찬가지로 2년 연속으로 야쿠르트와 오릭스의 맞대결이 성사됐다. 2년 연속 같은 팀과의 대전은 소프트뱅크와 요미우리의 대전이 된 2019년, 2020년 이후이며 2년 연속 동일 우승팀끼리의 대전은 1992년, 1993년 세이부 대 야쿠르트전 이후 29년 만이다. 도쿄도(모두 센트럴 리그) 대 오사카부(모두 퍼시픽 리그)를 연고지로 하는 팀의 대전은 13번째이지만, 과거 12차례의 오사카부 팀이 승리한 사례는 1959년의 난카이 호크스뿐이며, 그 외에는 모두 도쿄도 팀이 승리(요미우리가 9차례, 야쿠르트가 2차례)했다. 또한 2년 연속 간토 지방과 간사이 지방을 연고로 하는 팀의 대전은 1995년 야쿠르트 대 오릭스, 1996년 요미우리 대 오릭스전 이후 26년 만이며 2년 연속 도쿄도와 오사카부를 연고지로 하는 팀의 대전이 되는 것은 1965년, 1966년 요미우리 대 난카이전 이후 56년 만이다. 또한 오릭스는 정규 시즌 중이던 4월 10일에 적지 ZOZO 마린 스타디움에서 지바 롯데 마린스의 사사키 로키에게서 퍼펙트 게임을 당했지만 퍼펙트 게임을 당한 팀이 일본 시리즈에 출전한 것은 1966년 난카이에 이어 두 번째 구단이다. 노히트 노런을 당한 팀이 일본 시리즈에 출전한 것은 2002년 요미우리 이후 20년 만에 10번째(11번째 구단), 오릭스로서는 1996년 이래 전신인 한큐 시절을 포함한 4번째가 됐다.
일본 시리즈는 이번 해가 73번째지만 지난 72차례 양대 리그 대전 성적은 36승 36패를 기록하여 이번 일본 시리즈에서 승리한 리그가 1승을 앞서게 된다. 야쿠르트는 구단 최초이자 센트럴 리그 구단에서는 1979년, 1980년에 히로시마 도요 카프 이후 42년 만의 일본 시리즈 연패를 목표로 한다. 한편 오릭스도 26년 만이자 오사카부를 연고지로 하는 구단으로선 1964년 난카이 이후의 일본 시리즈 정상 자리를 노리고 있다. 오릭스는 지금까지 야쿠르트를 상대로 세 차례나 맞붙었지만 모두 패했으며 금년도엔 4번째로 첫 제패를 노리게 됐다.
이번 일본 시리즈에서 야쿠르트가 우승할 경우 처음으로 소·호랑이해에 2년 연속 일본 시리즈 우승을, 오릭스가 우승할 경우 호랑이해에 도카이 지방 이서 지역을 연고지로 하는 팀 및 팀명이 ‘버펄로스’의 팀으로서 첫 일본 시리즈 우승을 달성하게 된다.

### 경기 일정
- 1차전 : 10월 22일(메이지 진구 야구장)
- 2차전 : 10월 23일(메이지 진구 야구장)
- 3차전 : 10월 25일(교세라 돔 오사카)
- 4차전 : 10월 26일(교세라 돔 오사카)
- 5차전 : 10월 27일(교세라 돔 오사카)
- 6차전 : 10월 29일(메이지 진구 야구장)
- 7차전 : 10월 30일(메이지 진구 야구장)

※어느 팀이 4승을 올린 시점에서 일본 시리즈는 종료한다.
※5차전 이전에 취소됐을 경우에는 5차전과 6차전 사이의 이동일은 마련하지 않는다. 또한 8차전 이후가 필요할 경우 7차전 다음날에 메이지 진구 야구장에서 8차전을, 그래도 승부가 나지 않을 경우 하루 이동일을 사이에 두고 9차전을 오릭스 주관 경기로 치른다.
※퍼시픽 리그 홈경기(3·4·5차전)에서는 지명 타자 제도를 채택한다.
※이번 대회에서는 예고 선발제를 채택한다.
※연장전 : 1~7차전까지는 12회 중단(시간 무제한), 8차전 이후가 필요한 경우에는 횟수·시간 무제한으로 둔다. 타이브레이크는 채택되지 않는다.
메이지 진구 야구장에서의 일본 시리즈 개최는 2015년 이후 7년 만이자 9번째이며 야쿠르트 주관으로는 7번째 개최이다. 1992년 이후 1·2·6·7차전을 치르게 됐지만 야간 경기로선 처음이다. 교세라 돔 오사카에서의 일본 시리즈 개최는 3년 연속 4번째이며 오릭스 주관으로는 2년 연속 두 번째인데 1996년 이후 3·4·5차전을 치르게 됐다.
2020년과 2021년에는 코로나19 관련 영향으로 일본 시리즈 진출 구단의 홈구장이 다른 행사와 겹쳐 사용할 수 없었기 때문에 대체 구장에서 개최된 사례가 있다. 일본 시리즈 진출 구단의 홈구장에서 개최되는 것은 2019년 이후 3년 만이며, 메이지 진구 야구장과 교세라 돔 오사카에서의 개최는 2001년 야쿠르트 대 긴테쓰전 이후 21년 만에 두 번째다. 또한 경기 일정이 10월 하순에 편성되는 것은 2019년 소프트뱅크 대 요미우리전 이후 3년 만이다.
교세라 돔 오사카를 홈구장으로 사용하고 있는 구단이 2년 연속 일본 시리즈를 교세라 돔 오사카에서 열리는 것은 역사상 처음이다. 또한 교세라 돔 오사카에서 평일에 3~5차전을 치르는 것도 처음이었다.
위에서 말한대로 1·2·6·7차전을 진구 구장에서, 3·4·5차전을 교세라 돔에서 개최하듯이 양팀의 연고지 홈구장에서 치르는 것은 2019년 이후 3년 만이다.
2020년과 2021년에는 코로나19 확산 방지를 위해 관객 수용률의 상한을 정원 50% 이하로 제한했으나 금년도 일본 시리즈는 입장 제한을 폐지하고 3년 만에 수용률 100%로 개최됐다. 또한 장내 코로나19 확산 방지 대책(마스크 착용 의무, 큰 소리로 응원 불가 등)은 계속 실시됐다.

### 개최 구장
| 도쿄 야쿠르트 스왈로스             | 오릭스 버펄로스     |
| ---------------------------------- | ------------------- |
| 메이지 진구 야구장                 | 교세라 돔 오사카    |
| 수용 인원: 30,969명                | 수용 인원: 36,146명 |
|                                    |                     |
| 메이지 진구 야구장교세라 돔 오사카 |                     |

### 개시 시간
- 메이지 진구 야구장(도쿄 야쿠르트 스왈로스)

1, 6, 7차전은 18시 30분, 2차전은 18시에 시작.
- 교세라 돔 오사카(오릭스 버펄로스)

전 경기 18시 30분에 시작.

### 클라이맥스 시리즈경기 결과
|  | 클라이맥스 시리즈 1st              | 클라이맥스 시리즈 1st |                                                           |       | 클라이맥스 시리즈 파이널           | 클라이맥스 시리즈 파이널 |                             |         | 일본 선수권 시리즈 | 일본 선수권 시리즈 |
|  |                                    |                       |                                                           |       |                                    |                          |                             |         |                    |                    |
|  |                                    |                       |                                                           |       |                                    |                          |                             |         |                    |                    |
|  |                                    |                       |                                                           |       |                                    |                          |                             |         |                    |                    |
|  |                                    |                       |                                                           |       |                                    |                          |                             |         |                    |                    |
|  |                                    |                       | (6전 4선승제〈어드밴티지 1승을 포함〉) 메이지 진구 야구장 |       |                                    |                          |                             |         |                    |                    |
|  |                                    |                       |                                                           |       |                                    |                          |                             |         |                    |                    |
|  | 도쿄 야쿠르트 스왈로스(CL 우승)    | ☆○○○                  |                                                           |       |                                    |                          |                             |         |                    |                    |
|  | 도쿄 야쿠르트 스왈로스(CL 우승)    | ☆○○○                  | (3전 2선승제) 요코하마 스타디움                           |       |                                    |                          |                             |         |                    |                    |
|  |                                    |                       | 한신 타이거스                                             | ★●●●  |                                    |                          |                             |         |                    |                    |
|  | 요코하마 DeNA 베이스타스(CL 2위)   | ●○●                   | 한신 타이거스                                             | ★●●●  |                                    |                          |                             |         |                    |                    |
|  | 요코하마 DeNA 베이스타스(CL 2위)   | ●○●                   | (7전 4선승제) 메이지 진구 야구장 교세라 돔 오사카         |       |                                    |                          |                             |         |                    |                    |
|  | 한신 타이거스(CL 3위)              | ○●○                   |                                                           |       |                                    |                          |                             |         |                    |                    |
|  | 한신 타이거스(CL 3위)              | ○●○                   |                                                           |       | 도쿄 야쿠르트 스왈로스(CL CS 우승) | ○△○●●●●                  |                             |         |                    |                    |
|  |                                    |                       |                                                           |       | 도쿄 야쿠르트 스왈로스(CL CS 우승) | ○△○●●●●                  |                             |         |                    |                    |
|  |                                    |                       |                                                           |       |                                    |                          | 오릭스 버펄로스(PL CS 우승) | ●△●○○○○ |                    |                    |
|  |                                    |                       |                                                           |       |                                    |                          | 오릭스 버펄로스(PL CS 우승) | ●△●○○○○ |                    |                    |
|  |                                    |                       | (6전 4선승제〈어드밴티지 1승을 포함〉) 교세라 돔 오사카   |       |                                    |                          |                             |         |                    |                    |
|  |                                    |                       |                                                           |       |                                    |                          |                             |         |                    |                    |
|  | 오릭스 버펄로스(PL 우승)           | ☆○○●○                 |                                                           |       |                                    |                          |                             |         |                    |                    |
|  | 오릭스 버펄로스(PL 우승)           | ☆○○●○                 | (3전 2선승제) 후쿠오카 PayPay 돔                          |       |                                    |                          |                             |         |                    |                    |
|  |                                    |                       | 후쿠오카 소프트뱅크 호크스                                | ★●●○● |                                    |                          |                             |         |                    |                    |
|  | 후쿠오카 소프트뱅크 호크스(PL 2위) | ○○                    | 후쿠오카 소프트뱅크 호크스                                | ★●●○● |                                    |                          |                             |         |                    |                    |
|  | 후쿠오카 소프트뱅크 호크스(PL 2위) | ○○                    |                                                           |       |                                    |                          |                             |         |                    |                    |
|  | 사이타마 세이부 라이온스(PL 3위)   | ●●                    |                                                           |       |                                    |                          |                             |         |                    |                    |
|  | 사이타마 세이부 라이온스(PL 3위)   | ●●                    |                                                           |       |                                    |                          |                             |         |                    |                    |

☆·★=클라이맥스 시리즈·파이널의 어드밴티지 1승 1패분

## 출장자 명단
| 오릭스 버펄로스 | 오릭스 버펄로스 | 오릭스 버펄로스                   | 오릭스 버펄로스 | 오릭스 버펄로스 |
| 직책            | 등번호          | 성명                              | 투              | 타              |
| --------------- | --------------- | --------------------------------- | --------------- | --------------- |
| 감독            | 78              | 나카지마 사토시                   | -               | -               |
| 코치            | 88              | 미즈모토 가쓰미(수석 코치)        | -               | -               |
| 코치            | 73              | 다카야마 이쿠오(투수)             | -               | -               |
| 코치            | 75              | 아쓰자와 가즈유키(투수)           | -               | -               |
| 코치            | 77              | 소요기 에이신(타격)               | -               | -               |
| 코치            | 79              | 쓰지 류타로(타격)                 | -               | -               |
| 코치            | 76              | 가자오카 나오유키(내야 수비·주루) | -               | -               |
| 코치            | 81              | 다구치 소(외야 수비·주루)         | -               | -               |
| 코치            | 87              | 사이토 도시오(배터리)             | -               | -               |
| 투수            | 11              | 야마사키 사치야                   | 좌              | 좌              |
| 투수            | 12              | 야마시타 슌페이타                 | 우              | 우              |
| 투수            | 13              | 미야기 히로야                     | 좌              | 좌              |
| 투수            | 16              | 히라노 요시히사                   | 우              | 우              |
| 투수            | 18              | 야마모토 요시노부                 | 우              | 우              |
| 투수            | 19              | 야마오카 다이스케                 | 우              | 좌              |
| 투수            | 20              | 곤도 다이스케                     | 우              | 우              |
| 투수            | 21              | 다케야스 다이치                   | 우              | 우              |
| 투수            | 26              | 노미 아쓰시                       | 좌              | 좌              |
| 투수            | 29              | 다지마 다이키                     | 좌              | 좌              |
| 투수            | 35              | 히가 모토키                       | 우              | 우              |
| 투수            | 45              | 아베 쇼타                         | 우              | 좌              |
| 투수            | 46              | 혼다 히토미                       | 우              | 좌              |
| 투수            | 54              | 구로키 유타                       | 우              | 좌              |
| 투수            | 56              | 고기타 아쓰야                     | 우              | 우              |
| 투수            | 58              | J. 웨그스펙                       | 우              | 우              |
| 투수            | 59              | C. 바르가스                       | 우              | 우              |
| 투수            | 63              | 야마자키 소이치로                 | 우              | 우              |
| 투수            | 69              | J. 비들                           | 좌              | 좌              |
| 투수            | 96              | 우다가와 유키                     | 우              | 우              |
| 포수            | 2               | 와카쓰키 겐야                     | 우              | 우              |
| 포수            | 23              | 후시미 도라이                     | 우              | 우              |
| 포수            | 33              | 마쓰이 마사토                     | 우              | 좌              |
| 포수            | 44              | 돈구 유마                         | 우              | 우              |
| 내야수          | 3               | 아다치 료이치                     | 우              | 우              |
| 내야수          | 5               | 니시노 마사히로                   | 우              | 좌              |
| 내야수          | 6               | 무네 유마                         | 우              | 좌              |
| 내야수          | 9               | 노구치 도모야                     | 우              | 좌              |
| 내야수          | 10              | 오시로 고지                       | 우              | 우              |
| 내야수          | 24              | 구레바야시 고타로                 | 우              | 우              |
| 내야수          | 31              | 오타 료                           | 우              | 우              |
| 내야수          | 36              | 야마아시 다쓰야                   | 우              | 우              |
| 내야수          | 67              | 나카가와 게이타                   | 우              | 우              |
| 외야수          | 1               | 후쿠다 슈헤이                     | 우              | 좌              |
| 외야수          | 7               | 요시다 마사타카                   | 우              | 좌              |
| 외야수          | 38              | 기타 료토                         | 우              | 좌              |
| 외야수          | 41              | 사노 고다이                       | 우              | 양              |
| 외야수          | 50              | 오다 유야                         | 우              | 좌              |
| 외야수          | 55              | T-오카다                          | 우              | 좌              |
| 외야수          | 99              | 스기모토 유타로                   | 우              | 우              |

| 도쿄 야쿠르트 스왈로스 | 도쿄 야쿠르트 스왈로스 | 도쿄 야쿠르트 스왈로스          | 도쿄 야쿠르트 스왈로스 | 도쿄 야쿠르트 스왈로스 |
| 직책                   | 등번호                 | 성명                            | 투                     | 타                     |
| ---------------------- | ---------------------- | ------------------------------- | ---------------------- | ---------------------- |
| 감독                   | 22                     | 다카쓰 신고                     | -                      | -                      |
| 코치                   | 82                     | 마쓰모토 유이치(작전)           | -                      | -                      |
| 코치                   | 89                     | 이토 도모히토(투수)             | -                      | -                      |
| 코치                   | 98                     | 이시이 히로토시(투수)           | -                      | -                      |
| 코치                   | 74                     | 스기무라 시게루(타격)           | -                      | -                      |
| 코치                   | 78                     | 오마쓰 쇼이쓰(타격)             | -                      | -                      |
| 코치                   | 75                     | 모리오카 료스케(내야 수비·주루) | -                      | -                      |
| 코치                   | 81                     | 사토 신이치(외야 수비·주루)     | -                      | -                      |
| 코치                   | 83                     | 기누가와 아쓰시(배터리)         | -                      | -                      |
| 코치                   | 45                     | 시마 모토히로(코치 보좌)        | -                      | -                      |
| 투수                   | 12                     | 이시야마 다이치                 | 우                     | 우                     |
| 투수                   | 14                     | 다카나시 히로토시               | 우                     | 우                     |
| 투수                   | 15                     | 야마시타 히카루                 | 좌                     | 좌                     |
| 투수                   | 16                     | 하라 주리                       | 우                     | 우                     |
| 투수                   | 17                     | 시미즈 노보루                   | 우                     | 좌                     |
| 투수                   | 19                     | 이시카와 마사노리               | 좌                     | 좌                     |
| 투수                   | 20                     | 기자와 나오후미                 | 우                     | 우                     |
| 투수                   | 29                     | 오가와 야스히로                 | 우                     | 우                     |
| 투수                   | 34                     | 다구치 가즈토                   | 좌                     | 좌                     |
| 투수                   | 37                     | S. 맥고프                       | 우                     | 우                     |
| 투수                   | 44                     | 오니시 히로키                   | 우                     | 우                     |
| 투수                   | 47                     | 다카하시 게이지                 | 좌                     | 좌                     |
| 투수                   | 50                     | A. 수아레즈                     | 좌                     | 좌                     |
| 투수                   | 54                     | C. 스니드                       | 우                     | 우                     |
| 투수                   | 61                     | 구보 다쿠마                     | 좌                     | 좌                     |
| 투수                   | 69                     | 곤노 류타                       | 우                     | 우                     |
| 투수                   | 70                     | 고자와 레이지                   | 우                     | 좌                     |
| 포수                   | 27                     | 나카무라 유헤이                 | 우                     | 우                     |
| 포수                   | 30                     | 니시다 아키히사                 | 우                     | 우                     |
| 포수                   | 33                     | 우치야마 소마                   | 우                     | 우                     |
| 포수                   | 57                     | 고가 유다이                     | 우                     | 우                     |
| 내야수                 | 00                     | 오쿠무라 노부유키               | 우                     | 좌                     |
| 내야수                 | 1                      | 야마다 데쓰토                   | 우                     | 우                     |
| 내야수                 | 3                      | 니시우라 나오미치               | 우                     | 우                     |
| 내야수                 | 5                      | 가와바타 신고                   | 우                     | 좌                     |
| 내야수                 | 10                     | 아라키 다카히로                 | 우                     | 우                     |
| 내야수                 | 13                     | J. 오수나                       | 우                     | 우                     |
| 내야수                 | 39                     | 미야모토 다케시                 | 우                     | 좌                     |
| 내야수                 | 55                     | 무라카미 무네타카               | 우                     | 좌                     |
| 내야수                 | 58                     | 나가오카 히데키                 | 우                     | 좌                     |
| 내야수                 | 60                     | 다케오카 류세이                 | 우                     | 좌                     |
| 내야수                 | 71                     | 아카하네 요시히로               | 우                     | 우                     |
| 외야수                 | 0                      | 나미키 히데타카                 | 우                     | 우                     |
| 외야수                 | 2                      | P. 키블러핸                     | 우                     | 우                     |
| 외야수                 | 4                      | 마루야마 가즈야                 | 좌                     | 좌                     |
| 외야수                 | 9                      | 시오미 야스타카                 | 우                     | 우                     |
| 외야수                 | 23                     | 아오키 노리치카                 | 우                     | 좌                     |
| 외야수                 | 25                     | D. 산타나                       | 우                     | 우                     |
| 외야수                 | 31                     | 야마사키 고타로                 | 좌                     | 좌                     |
| 외야수                 | 49                     | 와타나베 다이키                 | 우                     | 우                     |

## 경기 기록
| 일시                                   | 경기   | 원정팀(선공)           | 스코어 | 홈팀(후공)             | 개최 구장          | 개시 시각 | 경기 시간  | 관중수   |
| -------------------------------------- | ------ | ---------------------- | ------ | ---------------------- | ------------------ | --------- | ---------- | -------- |
| 10월 22일(토)                          | 1차전  | 오릭스 버펄로스        | 3 - 5  | 도쿄 야쿠르트 스왈로스 | 메이지 진구 야구장 | 18시 35분 | 3시간 48분 | 29,402명 |
| 10월 23일(일)                          | 2차전  | 오릭스 버펄로스        | 3 - 3  | 도쿄 야쿠르트 스왈로스 | 메이지 진구 야구장 | 18시 04분 | 5시간 3분  | 29,410명 |
| 10월 24일(월)                          | 이동일 | 이동일                 | 이동일 | 이동일                 | 이동일             | 이동일    | 이동일     | 이동일   |
| 10월 25일(화)                          | 3차전  | 도쿄 야쿠르트 스왈로스 | 7 - 1  | 오릭스 버펄로스        | 교세라 돔 오사카   | 18시 36분 | 3시간 28분 | 33,098명 |
| 10월 26일(수)                          | 4차전  | 도쿄 야쿠르트 스왈로스 | 0 - 1  | 오릭스 버펄로스        | 교세라 돔 오사카   | 18시 35분 | 3시간 28분 | 33,210명 |
| 10월 27일(목)                          | 5차전  | 도쿄 야쿠르트 스왈로스 | 4 - 6  | 오릭스 버펄로스        | 교세라 돔 오사카   | 18시 35분 | 3시간 40분 | 33,135명 |
| 10월 28일(금)                          | 이동일 | 이동일                 | 이동일 | 이동일                 | 이동일             | 이동일    | 이동일     | 이동일   |
| 10월 29일(토)                          | 6차전  | 오릭스 버펄로스        | 3 - 0  | 도쿄 야쿠르트 스왈로스 | 메이지 진구 야구장 | 18시 33분 | 3시간 11분 | 29,379명 |
| 10월 30일(일)                          | 7차전  | 오릭스 버펄로스        | 5 - 4  | 도쿄 야쿠르트 스왈로스 | 메이지 진구 야구장 | 18시 33분 | 3시간 12분 | 29,381명 |
| 우승: 오릭스 버펄로스(26년 만에 5번째) |        |                        |        |                        |                    |           |            |          |

## 일본 시리즈 경기 결과

### 1차전
- 10월 22일 - 메이지 진구 야구장

| 팀 | 1 | 2 | 3 | 4 | 5 | 6 | 7 | 8 | 9 | R | H  | E |
| 오릭스 | 0 | 2 | 0 | 0 | 0 | 0 | 0 | 1 | 0 | 3 | 10 | 2 |
| 야쿠르트 | 2 | 0 | 1 | 1 | 0 | 0 | 0 | 1 | X | 5 | 10 | 0 |
| 승리 투수: 오가와 야스히로(1-0) 패전 투수: 야마모토 요시노부(0-1) 세이브: 스콧 맥고프(1S) 홈런: 야쿠르트 – 시오미 야스타카(3회 1점), 호세 오수나(4회 1점), 무라카미 무네타카(8회 1점) |   |   |   |   |   |   |   |   |   |   |    |   |

#### 타순
| 오릭스 | 오릭스 | 오릭스            | 오릭스 | 오릭스 | 오릭스 | 오릭스 | 오릭스 | 오릭스   | 오릭스  | 오릭스 |
| 타 순  | 수 비  | 선 수             | 타 석  | 득 점  | 안 타  | 타 점  | 도 루  | 희 생 타 | 4 사 구 | 삼 진  |
| ------ | ------ | ----------------- | ------ | ------ | ------ | ------ | ------ | -------- | ------- | ------ |
| 1      | (중)   | 후쿠다 슈헤이     | 5      | 0      | 0      | 1      | 0      | 0        | 1       | 0      |
|        | 투     | 히라노 요시히사   | 0      | 0      | 0      | 0      | 0      | 0        | 0       | 0      |
| 2      | (三)   | 무네 유마         | 5      | 0      | 1      | 0      | 0      | 0        | 0       | 0      |
| 3      | (一)   | 나카가와 게이타   | 5      | 0      | 2      | 0      | 0      | 0        | 0       | 0      |
| 4      | (좌)   | 요시다 마사타카   | 5      | 1      | 1      | 0      | 0      | 0        | 3       | 0      |
|        | 주     | 오다 유야         | 0      | 0      | 0      | 0      | 0      | 0        | 0       | 0      |
| 5      | (우)   | 스기모토 유타로   | 5      | 0      | 0      | 0      | 0      | 0        | 1       | 2      |
| 6      | (二)   | 니시노 마사히로   | 4      | 2      | 2      | 0      | 0      | 0        | 0       | 0      |
|        | 타     | 돈구 유마         | 1      | 0      | 0      | 0      | 0      | 0        | 0       | 1      |
| 7      | (포)   | 와카쓰키 겐야     | 4      | 0      | 1      | 0      | 0      | 1        | 1       | 0      |
| 8      | (유)   | 구레바야시 고타로 | 4      | 0      | 2      | 1      | 0      | 0        | 0       | 0      |
| 9      | (투)   | 야마모토 요시노부 | 2      | 0      | 0      | 0      | 0      | 0        | 0       | 1      |
|        | 투     | 히가 모토키       | 0      | 0      | 0      | 0      | 0      | 0        | 0       | 0      |
|        | 타     | 기타 료토         | 1      | 0      | 0      | 0      | 0      | 0        | 0       | 0      |
|        | 투     | 혼다 히토미       | 0      | 0      | 0      | 0      | 0      | 0        | 0       | 0      |
|        | 투     | 아베 쇼타         | 0      | 0      | 0      | 0      | 0      | 0        | 0       | 0      |
|        | 타     | T-오카다          | 1      | 0      | 1      | 1      | 0      | 0        | 0       | 0      |
|        | 주중   | 사노 고다이       | 0      | 0      | 0      | 0      | 0      | 0        | 0       | 0      |

| 야쿠르트 | 야쿠르트 | 야쿠르트          | 야쿠르트 | 야쿠르트 | 야쿠르트 | 야쿠르트 | 야쿠르트 | 야쿠르트 | 야쿠르트 | 야쿠르트 |
| 타 순    | 수 비    | 선 수             | 타 석    | 득 점    | 안 타    | 타 점    | 도 루    | 희 생 타 | 4 사 구  | 삼 진    |
| -------- | -------- | ----------------- | -------- | -------- | -------- | -------- | -------- | -------- | -------- | -------- |
| 1        | (중)     | 시오미 야스타카   | 4        | 2        | 3        | 1        | 1        | 0        | 0        | 1        |
| 2        | (좌)     | 야마사키 고타로   | 4        | 0        | 1        | 0        | 0        | 0        | 0        | 1        |
| 3        | (二)     | 야마다 데쓰토     | 4        | 0        | 0        | 0        | 0        | 0        | 0        | 4        |
| 4        | (三)     | 무라카미 무네타카 | 4        | 2        | 1        | 1        | 0        | 0        | 1        | 0        |
| 5        | (一)     | J. 오수나         | 4        | 1        | 3        | 3        | 0        | 0        | 1        | 0        |
| 6        | (포)     | 나카무라 유헤이   | 4        | 0        | 1        | 0        | 0        | 0        | 0        | 0        |
| 7        | (우)     | D. 산타나         | 3        | 0        | 0        | 0        | 0        | 0        | 0        | 2        |
|          | 우       | 마루야마 가즈야   | 1        | 0        | 0        | 0        | 0        | 0        | 0        | 1        |
| 8        | (유)     | 나가오카 히데키   | 4        | 0        | 1        | 0        | 0        | 0        | 0        | 0        |
| 9        | (투)     | 오가와 야스히로   | 1        | 0        | 0        | 0        | 0        | 0        | 0        | 0        |
|          | 타       | P. 키블러핸       | 1        | 0        | 0        | 0        | 0        | 0        | 0        | 1        |
|          | 투       | 기자와 나오후미   | 0        | 0        | 0        | 0        | 0        | 0        | 0        | 0        |
|          | 투       | 다구치 가즈토     | 0        | 0        | 0        | 0        | 0        | 0        | 0        | 0        |
|          | 타       | 아오키 노리치카   | 1        | 0        | 0        | 0        | 0        | 0        | 0        | 1        |
|          | 투       | 시미즈 노보루     | 0        | 0        | 0        | 0        | 0        | 0        | 0        | 0        |
|          | 타       | 가와바타 신고     | 1        | 0        | 0        | 0        | 0        | 0        | 0        | 0        |
|          | 투       | S. 맥고프         | 0        | 0        | 0        | 0        | 0        | 0        | 0        | 0        |

#### 투수
| 오릭스 | 오릭스            | 오릭스   | 오릭스 | 오릭스 | 오릭스   | 오릭스   | 오릭스 | 오릭스 | 오릭스   | 오릭스 | 오릭스   |
| 선 수  | 선 수             | 투 구 수 | 타 자  | 이 닝  | 피 안 타 | 피 홈 런 | 볼 넷  | 몸 맞  | 탈 삼 진 | 실 점  | 자 책 점 |
| ------ | ----------------- | -------- | ------ | ------ | -------- | -------- | ------ | ------ | -------- | ------ | -------- |
| 패     | 야마모토 요시노부 | 64       | 17     | 4.0    | 4        | 2        | 1      | 0      | 4        | 4      | 4        |
|        | 히가 모토키       | 7        | 3      | 1.0    | 0        | 0        | 0      | 0      | 2        | 0      | 0        |
|        | 혼다 히토미       | 23       | 5      | 1.0    | 1        | 0        | 1      | 0      | 2        | 0      | 0        |
|        | 아베 쇼타         | 22       | 5      | 1.0    | 2        | 0        | 0      | 0      | 2        | 0      | 0        |
|        | 히라노 요시히사   | 21       | 6      | 1.0    | 3        | 1        | 0      | 0      | 1        | 1      | 1        |

| 야쿠르트 | 야쿠르트        | 야쿠르트 | 야쿠르트 | 야쿠르트 | 야쿠르트 | 야쿠르트 | 야쿠르트 | 야쿠르트 | 야쿠르트 | 야쿠르트 | 야쿠르트 |
| 선 수    | 선 수           | 투 구 수 | 타 자    | 이 닝    | 피 안 타 | 피 홈 런 | 볼 넷    | 몸 맞    | 탈 삼 진 | 실 점    | 자 책 점 |
| -------- | --------------- | -------- | -------- | -------- | -------- | -------- | -------- | -------- | -------- | -------- | -------- |
| 승       | 오가와 야스히로 | 98       | 24       | 5.0      | 6        | 0        | 3        | 1        | 1        | 2        | 2        |
| H        | 기자와 나오후미 | 17       | 4        | 1.0      | 0        | 0        | 1        | 0        | 0        | 0        | 0        |
| H        | 다구치 가즈토   | 19       | 4        | 1.0      | 1        | 0        | 0        | 0        | 1        | 0        | 0        |
| H        | 시미즈 노보루   | 11       | 5        | 1.0      | 2        | 0        | 0        | 0        | 0        | 1        | 1        |
| S        | S. 맥고프       | 22       | 5        | 1.0      | 1        | 0        | 1        | 0        | 2        | 0        | 0        |

### 2차전
- 10월 23일 - 메이지 진구 야구장(연장 12회)

| 팀                                                                | 1 | 2 | 3 | 4 | 5 | 6 | 7 | 8 | 9 | 10 | 11 | 12 | R | H  | E |
| 오릭스                                                            | 0 | 0 | 2 | 0 | 1 | 0 | 0 | 0 | 0 | 0  | 0  | 0  | 3 | 13 | 0 |
| 야쿠르트                                                          | 0 | 0 | 0 | 0 | 0 | 0 | 0 | 0 | 3 | 0  | 0  | 0  | 3 | 12 | 1 |
| 승리 투수: - 패전 투수: - 홈런: 야쿠르트 – 우치야마 소마(9회 3점) |   |   |   |   |   |   |   |   |   |    |    |    |   |    |   |

#### 타순
| 오릭스 | 오릭스 | 오릭스            | 오릭스 | 오릭스 | 오릭스 | 오릭스 | 오릭스 | 오릭스   | 오릭스  | 오릭스 |
| 타 순  | 수 비  | 선 수             | 타 석  | 득 점  | 안 타  | 타 점  | 도 루  | 희 생 타 | 4 사 구 | 삼 진  |
| ------ | ------ | ----------------- | ------ | ------ | ------ | ------ | ------ | -------- | ------- | ------ |
| 1      | (二)   | 아다치 료이치     | 6      | 1      | 2      | 0      | 0      | 1        | 1       | 1      |
| 2      | (三)   | 무네 유마         | 6      | 0      | 1      | 0      | 1      | 0        | 0       | 1      |
| 3      | (중)一 | 나카가와 게이타   | 6      | 0      | 1      | 0      | 0      | 0        | 0       | 1      |
| 4      | (좌)   | 요시다 마사타카   | 6      | 0      | 0      | 0      | 0      | 0        | 2       | 0      |
|        | 투     | 곤도 다이스케     | 0      | 0      | 0      | 0      | 0      | 0        | 0       | 0      |
| 5      | (우)   | 스기모토 유타로   | 4      | 0      | 2      | 1      | 0      | 0        | 0       | 1      |
|        | 우     | 오다 유야         | 2      | 0      | 1      | 0      | 1      | 0        | 0       | 1      |
| 6      | (一)   | T-오카다          | 4      | 0      | 0      | 0      | 0      | 0        | 0       | 2      |
|        | 투     | 우다가와 유키     | 0      | 0      | 0      | 0      | 0      | 0        | 0       | 0      |
|        | 투     | J. 웨그스펙       | 0      | 0      | 0      | 0      | 0      | 0        | 0       | 0      |
|        | 투     | 아베 쇼타         | 0      | 0      | 0      | 0      | 0      | 0        | 0       | 0      |
|        | 타     | 니시노 마사히로   | 1      | 0      | 1      | 0      | 0      | 0        | 0       | 0      |
|        | 투     | 혼다 히토미       | 0      | 0      | 0      | 0      | 0      | 0        | 0       | 0      |
|        | 투     | 히가 모토키       | 0      | 0      | 0      | 0      | 0      | 0        | 0       | 0      |
|        | 타     | 돈구 유마         | 1      | 0      | 1      | 0      | 0      | 0        | 0       | 0      |
|        | 주중   | 사노 고다이       | 0      | 0      | 0      | 0      | 1      | 0        | 0       | 0      |
| 7      | (유)   | 구레바야시 고타로 | 6      | 1      | 2      | 0      | 0      | 0        | 1       | 0      |
| 8      | (포)   | 후시미 도라이     | 6      | 0      | 1      | 0      | 0      | 0        | 0       | 0      |
| 9      | (투)   | 야마사키 사치야   | 2      | 1      | 1      | 1      | 0      | 0        | 0       | 0      |
|        | 투     | 야마자키 소이치로 | 1      | 0      | 0      | 0      | 0      | 0        | 0       | 1      |
|        | 중좌   | 후쿠다 슈헤이     | 2      | 0      | 0      | 0      | 0      | 0        | 1       | 0      |

| 야쿠르트 | 야쿠르트 | 야쿠르트          | 야쿠르트 | 야쿠르트 | 야쿠르트 | 야쿠르트 | 야쿠르트 | 야쿠르트 | 야쿠르트 | 야쿠르트 |
| 타 순    | 수 비    | 선 수             | 타 석    | 득 점    | 안 타    | 타 점    | 도 루    | 희 생 타 | 4 사 구  | 삼 진    |
| -------- | -------- | ----------------- | -------- | -------- | -------- | -------- | -------- | -------- | -------- | -------- |
| 1        | (중)     | 시오미 야스타카   | 6        | 1        | 2        | 0        | 0        | 0        | 2        | 1        |
| 2        | (좌)     | 야마사키 고타로   | 3        | 0        | 0        | 0        | 0        | 0        | 0        | 1        |
|          | 타       | 아오키 노리치카   | 1        | 0        | 0        | 0        | 0        | 0        | 0        | 1        |
|          | 투       | 곤노 류타         | 0        | 0        | 0        | 0        | 0        | 0        | 0        | 0        |
|          | 타       | 우치야마 소마     | 1        | 1        | 1        | 3        | 0        | 0        | 0        | 0        |
|          | 투       | S. 맥고프         | 0        | 0        | 0        | 0        | 0        | 0        | 0        | 0        |
|          | 투       | 시미즈 노보루     | 0        | 0        | 0        | 0        | 0        | 0        | 0        | 0        |
|          | 타       | 오쿠무라 노부유키 | 1        | 0        | 1        | 0        | 0        | 0        | 0        | 0        |
|          | 주       | 나미키 히데타카   | 0        | 0        | 0        | 0        | 1        | 0        | 0        | 0        |
|          | 투       | 다구치 가즈토     | 0        | 0        | 0        | 0        | 0        | 0        | 0        | 0        |
|          | 투       | 기자와 나오후미   | 0        | 0        | 0        | 0        | 0        | 0        | 0        | 0        |
| 3        | (二)     | 야마다 데쓰토     | 6        | 0        | 0        | 0        | 0        | 0        | 1        | 1        |
| 4        | (三)     | 무라카미 무네타카 | 6        | 0        | 1        | 0        | 0        | 0        | 0        | 2        |
| 5        | (一)     | J. 오수나         | 6        | 0        | 3        | 0        | 0        | 0        | 0        | 2        |
| 6        | (포)     | 나카무라 유헤이   | 6        | 0        | 1        | 0        | 0        | 0        | 0        | 1        |
| 7        | (우)     | D. 산타나         | 4        | 0        | 1        | 0        | 0        | 0        | 1        | 2        |
|          | 주우     | 마루야마 가즈야   | 2        | 0        | 0        | 0        | 0        | 0        | 1        | 1        |
| 8        | (유)     | 나가오카 히데키   | 6        | 0        | 0        | 0        | 0        | 0        | 1        | 1        |
| 9        | (투)     | C. 스니드         | 1        | 0        | 0        | 0        | 0        | 0        | 0        | 1        |
|          | 타       | 가와바타 신고     | 1        | 0        | 0        | 0        | 0        | 0        | 0        | 0        |
|          | 투       | 오니시 히로키     | 0        | 0        | 0        | 0        | 0        | 0        | 0        | 0        |
|          | 투       | 이시야마 다이치   | 0        | 0        | 0        | 0        | 0        | 0        | 0        | 0        |
|          | 타좌     | 미야모토 다케시   | 3        | 1        | 2        | 0        | 0        | 0        | 0        | 0        |

#### 투수
| 오릭스 | 오릭스            | 오릭스   | 오릭스 | 오릭스 | 오릭스   | 오릭스   | 오릭스 | 오릭스 | 오릭스   | 오릭스 | 오릭스   |
| 선 수  | 선 수             | 투 구 수 | 타 자  | 이 닝  | 피 안 타 | 피 홈 런 | 볼 넷  | 몸 맞  | 탈 삼 진 | 실 점  | 자 책 점 |
| ------ | ----------------- | -------- | ------ | ------ | -------- | -------- | ------ | ------ | -------- | ------ | -------- |
|        | 야마사키 사치야   | 68       | 18     | 4.0    | 4        | 0        | 2      | 0      | 5        | 0      | 0        |
| H      | 야마자키 소이치로 | 33       | 7      | 2.0    | 1        | 0        | 1      | 0      | 2        | 0      | 0        |
| H      | 우다가와 유키     | 21       | 4      | 1.0    | 1        | 0        | 0      | 0      | 1        | 0      | 0        |
| H      | J. 웨그스펙       | 24       | 6      | 1.0    | 2        | 0        | 1      | 0      | 1        | 0      | 0        |
|        | 아베 쇼타         | 31       | 6      | 1.0    | 2        | 1        | 1      | 0      | 1        | 3      | 3        |
| H      | 혼다 히토미       | 12       | 5      | 1.0    | 1        | 0        | 1      | 0      | 0        | 0      | 0        |
| H      | 히가 모토키       | 10       | 4      | 1.0    | 1        | 0        | 0      | 0      | 2        | 0      | 0        |
|        | 곤도 다이스케     | 12       | 3      | 1.0    | 0        | 0        | 0      | 0      | 2        | 0      | 0        |

| 야쿠르트 | 야쿠르트        | 야쿠르트 | 야쿠르트 | 야쿠르트 | 야쿠르트 | 야쿠르트 | 야쿠르트 | 야쿠르트 | 야쿠르트 | 야쿠르트 | 야쿠르트 |
| 선 수    | 선 수           | 투 구 수 | 타 자    | 이 닝    | 피 안 타 | 피 홈 런 | 볼 넷    | 몸 맞    | 탈 삼 진 | 실 점    | 자 책 점 |
| -------- | --------------- | -------- | -------- | -------- | -------- | -------- | -------- | -------- | -------- | -------- | -------- |
|          | C. 스니드       | 71       | 18       | 4.0      | 6        | 0        | 1        | 0        | 4        | 2        | 1        |
|          | 오니시 히로키   | 46       | 11       | 2.0      | 3        | 0        | 2        | 0        | 1        | 1        | 1        |
|          | 이시야마 다이치 | 16       | 4        | 1.0      | 1        | 0        | 0        | 0        | 2        | 0        | 0        |
|          | 곤노 류타       | 18       | 6        | 2.0      | 0        | 0        | 0        | 0        | 0        | 0        | 0        |
| H        | S. 맥고프       | 12       | 5        | 1.0      | 2        | 0        | 0        | 0        | 0        | 0        | 0        |
| H        | 시미즈 노보루   | 17       | 4        | 1.0      | 0        | 0        | 1        | 0        | 0        | 0        | 0        |
| H        | 다구치 가즈토   | 12       | 2        | 0.2      | 0        | 0        | 0        | 0        | 1        | 0        | 0        |
|          | 기자와 나오후미 | 9        | 3        | 0.1      | 1        | 0        | 1        | 0        | 0        | 0        | 0        |

### 3차전
- 10월 25일 - 교세라 돔 오사카

| 팀 | 1 | 2 | 3 | 4 | 5 | 6 | 7 | 8 | 9 | R | H  | E |
| 야쿠르트                                                                                              | 0 | 0 | 0 | 0 | 3 | 0 | 1 | 0 | 3 | 7 | 11 | 0 |
| 오릭스                                                                                                | 0 | 0 | 0 | 0 | 0 | 0 | 0 | 0 | 1 | 1 | 8  | 1 |
| 승리 투수: 다카하시 게이지(1-0) 패전 투수: 미야기 히로야(0-1) 홈런: 야쿠르트 – 야마다 데쓰토(5회 3점) |   |   |   |   |   |   |   |   |   |   |    |   |

#### 타순
| 야쿠르트 | 야쿠르트 | 야쿠르트          | 야쿠르트 | 야쿠르트 | 야쿠르트 | 야쿠르트 | 야쿠르트 | 야쿠르트 | 야쿠르트 | 야쿠르트 |
| 타 순    | 수 비    | 선 수             | 타 석    | 득 점    | 안 타    | 타 점    | 도 루    | 희 생 타 | 4 사 구  | 삼 진    |
| -------- | -------- | ----------------- | -------- | -------- | -------- | -------- | -------- | -------- | -------- | -------- |
| 1        | (二)     | 야마다 데쓰토     | 5        | 1        | 2        | 3        | 0        | 0        | 1        | 0        |
| 2        | (우)     | 미야모토 다케시   | 4        | 0        | 0        | 0        | 0        | 0        | 0        | 1        |
|          | 좌       | 야마사키 고타로   | 1        | 1        | 1        | 0        | 0        | 0        | 0        | 0        |
| 3        | (중)     | 시오미 야스타카   | 5        | 1        | 0        | 0        | 0        | 0        | 2        | 2        |
| 4        | (三)     | 무라카미 무네타카 | 5        | 1        | 2        | 3        | 0        | 0        | 1        | 0        |
| 5        | (一)     | J. 오수나         | 5        | 0        | 2        | 1        | 0        | 0        | 1        | 1        |
| 6        | (포)     | 나카무라 유헤이   | 5        | 1        | 1        | 0        | 0        | 0        | 0        | 2        |
| 7        | (지)     | D. 산타나         | 4        | 1        | 1        | 0        | 0        | 0        | 0        | 3        |
| 8        | (좌)     | P. 키블러핸       | 2        | 0        | 0        | 0        | 0        | 0        | 0        | 0        |
|          | 좌우     | 마루야마 가즈야   | 2        | 1        | 2        | 0        | 1        | 0        | 0        | 0        |
| 9        | (유)     | 나가오카 히데키   | 4        | 0        | 0        | 0        | 0        | 0        | 0        | 0        |

| 오릭스 | 오릭스 | 오릭스            | 오릭스 | 오릭스 | 오릭스 | 오릭스 | 오릭스 | 오릭스   | 오릭스  | 오릭스 |
| 타 순  | 수 비  | 선 수             | 타 석  | 득 점  | 안 타  | 타 점  | 도 루  | 희 생 타 | 4 사 구 | 삼 진  |
| ------ | ------ | ----------------- | ------ | ------ | ------ | ------ | ------ | -------- | ------- | ------ |
| 1      | (중)   | 후쿠다 슈헤이     | 5      | 0      | 0      | 0      | 0      | 0        | 1       | 3      |
| 2      | (二)   | 아다치 료이치     | 3      | 0      | 0      | 0      | 0      | 1        | 0       | 0      |
|        | 타二   | 오타 료           | 1      | 0      | 0      | 0      | 0      | 0        | 0       | 0      |
| 3      | (좌)   | 요시다 마사타카   | 3      | 0      | 1      | 0      | 0      | 0        | 0       | 0      |
| 4      | (一)   | 돈구 유마         | 4      | 0      | 0      | 0      | 0      | 0        | 0       | 1      |
| 5      | (三)   | 무네 유마         | 4      | 0      | 1      | 0      | 0      | 0        | 0       | 1      |
| 6      | (우)   | 나카가와 게이타   | 4      | 1      | 2      | 0      | 0      | 0        | 0       | 1      |
| 7      | (지)   | 스기모토 유타로   | 4      | 0      | 1      | 0      | 0      | 0        | 1       | 2      |
| 8      | (포)   | 후시미 도라이     | 3      | 0      | 1      | 0      | 0      | 0        | 0       | 2      |
|        | 타     | 니시노 마사히로   | 1      | 0      | 1      | 1      | 0      | 0        | 0       | 0      |
| 9      | (유)   | 구레바야시 고타로 | 4      | 0      | 1      | 0      | 0      | 0        | 0       | 0      |

#### 투수
| 야쿠르트 | 야쿠르트        | 야쿠르트 | 야쿠르트 | 야쿠르트 | 야쿠르트 | 야쿠르트 | 야쿠르트 | 야쿠르트 | 야쿠르트 | 야쿠르트 | 야쿠르트 |
| 선 수    | 선 수           | 투 구 수 | 타 자    | 이 닝    | 피 안 타 | 피 홈 런 | 볼 넷    | 몸 맞    | 탈 삼 진 | 실 점    | 자 책 점 |
| -------- | --------------- | -------- | -------- | -------- | -------- | -------- | -------- | -------- | -------- | -------- | -------- |
| 승       | 다카하시 게이지 | 90       | 23       | 6.0      | 3        | 0        | 2        | 0        | 7        | 0        | 0        |
|          | 이시야마 다이치 | 20       | 5        | 1.0      | 2        | 0        | 0        | 0        | 3        | 0        | 0        |
|          | 시미즈 노보루   | 13       | 3        | 1.0      | 0        | 0        | 0        | 0        | 0        | 0        | 0        |
|          | 구보 다쿠마     | 4        | 1        | 0.1      | 0        | 0        | 0        | 0        | 0        | 0        | 0        |
|          | 고자와 레이지   | 13       | 5        | 0.2      | 3        | 0        | 0        | 0        | 0        | 1        | 1        |

| 오릭스 | 오릭스          | 오릭스   | 오릭스 | 오릭스 | 오릭스   | 오릭스   | 오릭스 | 오릭스 | 오릭스   | 오릭스 | 오릭스   |
| 선 수  | 선 수           | 투 구 수 | 타 자  | 이 닝  | 피 안 타 | 피 홈 런 | 볼 넷  | 몸 맞  | 탈 삼 진 | 실 점  | 자 책 점 |
| ------ | --------------- | -------- | ------ | ------ | -------- | -------- | ------ | ------ | -------- | ------ | -------- |
| 패     | 미야기 히로야   | 89       | 22     | 5.1    | 6        | 1        | 0      | 0      | 5        | 3      | 3        |
|        | 히가 모토키     | 16       | 3      | 0.2    | 0        | 0        | 1      | 0      | 1        | 0      | 0        |
|        | 다케야스 다이치 | 26       | 7      | 1.0    | 1        | 0        | 2      | 1      | 1        | 1      | 1        |
|        | 곤도 다이스케   | 12       | 4      | 1.0    | 1        | 0        | 0      | 0      | 2        | 0      | 0        |
|        | 혼다 히토미     | 22       | 6      | 1.0    | 3        | 0        | 0      | 1      | 0        | 3      | 2        |

### 4차전
- 10월 26일 - 교세라 돔 오사카

| 팀                                                                                          | 1 | 2 | 3 | 4 | 5 | 6 | 7 | 8 | 9 | R | H | E |
| 야쿠르트                                                                                    | 0 | 0 | 0 | 0 | 0 | 0 | 0 | 0 | 0 | 0 | 6 | 1 |
| 오릭스                                                                                      | 0 | 0 | 1 | 0 | 0 | 0 | 0 | 0 | X | 1 | 3 | 1 |
| 승리 투수: 우다가와 유키(1-0) 패전 투수: 이시카와 마사노리(0-1) 세이브: 제이콥 웨그스펙(1S) |   |   |   |   |   |   |   |   |   |   |   |   |

#### 타순
| 야쿠르트 | 야쿠르트 | 야쿠르트          | 야쿠르트 | 야쿠르트 | 야쿠르트 | 야쿠르트 | 야쿠르트 | 야쿠르트 | 야쿠르트 | 야쿠르트 |
| 타 순    | 수 비    | 선 수             | 타 석    | 득 점    | 안 타    | 타 점    | 도 루    | 희 생 타 | 4 사 구  | 삼 진    |
| -------- | -------- | ----------------- | -------- | -------- | -------- | -------- | -------- | -------- | -------- | -------- |
| 1        | (중)     | 시오미 야스타카   | 4        | 0        | 2        | 0        | 0        | 0        | 0        | 0        |
| 2        | (우)좌   | 야마사키 고타로   | 4        | 0        | 0        | 0        | 0        | 1        | 1        | 1        |
| 3        | (二)     | 야마다 데쓰토     | 4        | 0        | 0        | 0        | 0        | 0        | 1        | 1        |
| 4        | (三)     | 무라카미 무네타카 | 4        | 0        | 0        | 0        | 0        | 0        | 1        | 1        |
| 5        | (一)     | J. 오수나         | 4        | 0        | 1        | 0        | 0        | 0        | 0        | 0        |
| 6        | (좌)     | 아오키 노리치카   | 3        | 0        | 1        | 0        | 0        | 0        | 1        | 0        |
|          | 주우     | 마루야마 가즈야   | 1        | 0        | 1        | 0        | 1        | 0        | 0        | 0        |
| 7        | (지)     | D. 산타나         | 4        | 0        | 1        | 0        | 0        | 0        | 0        | 2        |
| 8        | (포)     | 나카무라 유헤이   | 3        | 0        | 0        | 0        | 0        | 0        | 0        | 1        |
|          | 타       | 미야모토 다케시   | 1        | 0        | 0        | 0        | 0        | 0        | 0        | 1        |
| 9        | (유)     | 나가오카 히데키   | 3        | 0        | 0        | 0        | 0        | 0        | 0        | 0        |
|          | 타       | 우치야마 소마     | 1        | 0        | 0        | 0        | 0        | 0        | 0        | 0        |

| 오릭스 | 오릭스 | 오릭스            | 오릭스 | 오릭스 | 오릭스 | 오릭스 | 오릭스 | 오릭스   | 오릭스  | 오릭스 |
| 타 순  | 수 비  | 선 수             | 타 석  | 득 점  | 안 타  | 타 점  | 도 루  | 희 생 타 | 4 사 구 | 삼 진  |
| ------ | ------ | ----------------- | ------ | ------ | ------ | ------ | ------ | -------- | ------- | ------ |
| 1      | (중)   | 사노 고다이       | 4      | 0      | 1      | 0      | 0      | 1        | 0       | 1      |
| 2      | (三)   | 무네 유마         | 4      | 0      | 0      | 0      | 0      | 0        | 0       | 2      |
| 3      | (一)   | 나카가와 게이타   | 4      | 1      | 0      | 0      | 0      | 0        | 1       | 0      |
| 4      | (좌)   | 요시다 마사타카   | 4      | 0      | 0      | 0      | 0      | 0        | 2       | 0      |
| 5      | (지)   | 돈구 유마         | 4      | 0      | 0      | 0      | 0      | 0        | 2       | 0      |
| 6      | (우)   | 스기모토 유타로   | 4      | 0      | 1      | 1      | 0      | 0        | 0       | 1      |
|        | 우     | 오다 유야         | 0      | 0      | 0      | 0      | 0      | 0        | 0       | 0      |
| 7      | (유)   | 구레바야시 고타로 | 4      | 0      | 0      | 0      | 0      | 0        | 1       | 1      |
| 8      | (포)   | 와카쓰키 겐야     | 4      | 0      | 0      | 0      | 0      | 0        | 1       | 1      |
| 9      | (二)   | 오타 료           | 3      | 0      | 1      | 0      | 0      | 0        | 1       | 0      |

#### 투수
| 야쿠르트 | 야쿠르트          | 야쿠르트 | 야쿠르트 | 야쿠르트 | 야쿠르트 | 야쿠르트 | 야쿠르트 | 야쿠르트 | 야쿠르트 | 야쿠르트 | 야쿠르트 |
| 선 수    | 선 수             | 투 구 수 | 타 자    | 이 닝    | 피 안 타 | 피 홈 런 | 볼 넷    | 몸 맞    | 탈 삼 진 | 실 점    | 자 책 점 |
| -------- | ----------------- | -------- | -------- | -------- | -------- | -------- | -------- | -------- | -------- | -------- | -------- |
| 패       | 이시카와 마사노리 | 88       | 22       | 5.0      | 2        | 0        | 4        | 1        | 4        | 1        | 1        |
|          | 기자와 나오후미   | 26       | 7        | 2.0      | 1        | 0        | 0        | 0        | 1        | 0        | 0        |
|          | 곤노 류타         | 33       | 6        | 1.0      | 0        | 0        | 3        | 0        | 1        | 0        | 0        |

| 오릭스 | 오릭스            | 오릭스   | 오릭스 | 오릭스 | 오릭스   | 오릭스   | 오릭스 | 오릭스 | 오릭스   | 오릭스 | 오릭스   |
| 선 수  | 선 수             | 투 구 수 | 타 자  | 이 닝  | 피 안 타 | 피 홈 런 | 볼 넷  | 몸 맞  | 탈 삼 진 | 실 점  | 자 책 점 |
| ------ | ----------------- | -------- | ------ | ------ | -------- | -------- | ------ | ------ | -------- | ------ | -------- |
|        | 야마오카 다이스케 | 70       | 19     | 4.1    | 5        | 0        | 2      | 0      | 1        | 0      | 0        |
| 승     | 우다가와 유키     | 32       | 7      | 1.2    | 0        | 0        | 2      | 0      | 4        | 0      | 0        |
| H      | 야마자키 소이치로 | 35       | 6      | 2.0    | 0        | 0        | 0      | 0      | 0        | 0      | 0        |
| S      | J. 웨그스펙       | 13       | 4      | 1.0    | 1        | 0        | 0      | 0      | 2        | 0      | 0        |

### 5차전
- 10월 27일 - 교세라 돔 오사카

| 팀 | 1 | 2 | 3 | 4 | 5 | 6 | 7 | 8 | 9  | R | H  | E |
| 야쿠르트 | 1 | 1 | 0 | 0 | 0 | 2 | 0 | 0 | 0  | 4 | 12 | 1 |
| 오릭스 | 0 | 0 | 0 | 2 | 1 | 0 | 0 | 0 | 3X | 6 | 11 | 1 |
| 승리 투수: 제이콥 웨그스펙(1-0) 패전 투수: 스콧 맥고프(0-1) 홈런: 야쿠르트 – 도밍고 산타나(2회 1점) 오릭스 – 요시다 마사타카(5회 1점, 9회 2점) |   |   |   |   |   |   |   |   |    |   |    |   |

#### 타순
| 야쿠르트 | 야쿠르트 | 야쿠르트          | 야쿠르트 | 야쿠르트 | 야쿠르트 | 야쿠르트 | 야쿠르트 | 야쿠르트 | 야쿠르트 | 야쿠르트 |
| 타 순    | 수 비    | 선 수             | 타 석    | 득 점    | 안 타    | 타 점    | 도 루    | 희 생 타 | 4 사 구  | 삼 진    |
| -------- | -------- | ----------------- | -------- | -------- | -------- | -------- | -------- | -------- | -------- | -------- |
| 1        | (중)     | 시오미 야스타카   | 5        | 0        | 1        | 0        | 0        | 0        | 1        | 1        |
| 2        | (좌)     | 아오키 노리치카   | 4        | 1        | 3        | 1        | 0        | 0        | 0        | 1        |
|          | 주우     | 마루야마 가즈야   | 1        | 0        | 0        | 0        | 0        | 0        | 0        | 0        |
| 3        | (二)     | 야마다 데쓰토     | 5        | 0        | 0        | 0        | 0        | 0        | 2        | 0        |
| 4        | (三)     | 무라카미 무네타카 | 5        | 0        | 0        | 0        | 0        | 0        | 1        | 2        |
| 5        | (一)     | J. 오수나         | 5        | 0        | 1        | 1        | 0        | 0        | 0        | 2        |
| 6        | (우)좌   | P. 키블러핸       | 4        | 0        | 2        | 0        | 0        | 0        | 0        | 1        |
|          | 주좌     | 야마사키 고타로   | 0        | 0        | 0        | 0        | 0        | 0        | 0        | 0        |
| 7        | (포)     | 나카무라 유헤이   | 4        | 1        | 2        | 0        | 1        | 0        | 0        | 0        |
| 8        | (지)     | D. 산타나         | 4        | 1        | 1        | 1        | 0        | 0        | 0        | 2        |
| 9        | (유)     | 나가오카 히데키   | 4        | 1        | 2        | 1        | 0        | 0        | 0        | 0        |

| 오릭스 | 오릭스 | 오릭스            | 오릭스 | 오릭스 | 오릭스 | 오릭스 | 오릭스 | 오릭스   | 오릭스  | 오릭스 |
| 타 순  | 수 비  | 선 수             | 타 석  | 득 점  | 안 타  | 타 점  | 도 루  | 희 생 타 | 4 사 구 | 삼 진  |
| ------ | ------ | ----------------- | ------ | ------ | ------ | ------ | ------ | -------- | ------- | ------ |
| 1      | (중)   | 사노 고다이       | 3      | 0      | 0      | 0      | 0      | 0        | 1       | 0      |
|        | 타중   | 후쿠다 슈헤이     | 2      | 0      | 1      | 0      | 0      | 1        | 0       | 0      |
| 2      | (二)   | 니시노 마사히로   | 5      | 0      | 1      | 0      | 0      | 0        | 0       | 0      |
|        | 주     | 오다 유야         | 0      | 1      | 0      | 0      | 0      | 0        | 0       | 0      |
| 3      | (좌)   | 나카가와 게이타   | 5      | 0      | 1      | 0      | 0      | 0        | 0       | 2      |
| 4      | (지)   | 요시다 마사타카   | 5      | 2      | 2      | 3      | 0      | 0        | 0       | 0      |
| 5      | (우)   | 스기모토 유타로   | 4      | 1      | 1      | 0      | 0      | 0        | 0       | 1      |
| 6      | (三)   | 무네 유마         | 4      | 1      | 1      | 0      | 0      | 0        | 0       | 0      |
| 7      | (一)   | 오타 료           | 4      | 0      | 1      | 0      | 0      | 0        | 1       | 1      |
| 8      | (유)   | 구레바야시 고타로 | 4      | 0      | 2      | 1      | 0      | 0        | 0       | 0      |
| 9      | (포)   | 와카쓰키 겐야     | 3      | 0      | 1      | 1      | 0      | 0        | 0       | 1      |
|        | 타     | 아다치 료이치     | 1      | 1      | 0      | 0      | 0      | 0        | 1       | 0      |

#### 투수
| 야쿠르트 | 야쿠르트        | 야쿠르트 | 야쿠르트 | 야쿠르트 | 야쿠르트 | 야쿠르트 | 야쿠르트 | 야쿠르트 | 야쿠르트 | 야쿠르트 | 야쿠르트 |
| 선 수    | 선 수           | 투 구 수 | 타 자    | 이 닝    | 피 안 타 | 피 홈 런 | 볼 넷    | 몸 맞    | 탈 삼 진 | 실 점    | 자 책 점 |
| -------- | --------------- | -------- | -------- | -------- | -------- | -------- | -------- | -------- | -------- | -------- | -------- |
|          | 야마시타 히카루 | 84       | 24       | 5.0      | 7        | 1        | 1        | 1        | 2        | 3        | 3        |
| H        | 이시야마 다이치 | 22       | 5        | 1.0      | 2        | 0        | 0        | 0        | 1        | 0        | 0        |
| H        | 시미즈 노보루   | 19       | 6        | 2.0      | 0        | 0        | 0        | 0        | 1        | 0        | 0        |
| 패       | S. 맥고프       | 16       | 5        | 0.2      | 2        | 1        | 1        | 0        | 1        | 3        | 2        |

| 오릭스 | 오릭스          | 오릭스   | 오릭스 | 오릭스 | 오릭스   | 오릭스   | 오릭스 | 오릭스 | 오릭스   | 오릭스 | 오릭스   |
| 선 수  | 선 수           | 투 구 수 | 타 자  | 이 닝  | 피 안 타 | 피 홈 런 | 볼 넷  | 몸 맞  | 탈 삼 진 | 실 점  | 자 책 점 |
| ------ | --------------- | -------- | ------ | ------ | -------- | -------- | ------ | ------ | -------- | ------ | -------- |
|        | 다지마 다이키   | 91       | 22     | 4.1    | 7        | 1        | 3      | 0      | 5        | 2      | 2        |
| H      | 히가 모토키     | 3        | 1      | 0.2    | 0        | 0        | 0      | 0      | 0        | 0      | 0        |
|        | 곤도 다이스케   | 20       | 6      | 0.2    | 4        | 0        | 0      | 0      | 1        | 2      | 2        |
|        | 아베 쇼타       | 32       | 6      | 1.1    | 1        | 0        | 1      | 0      | 1        | 0      | 0        |
|        | 히라노 요시히사 | 9        | 3      | 1.0    | 0        | 0        | 0      | 0      | 0        | 0      | 0        |
| 승     | J. 웨그스펙     | 12       | 3      | 1.0    | 0        | 0        | 0      | 0      | 2        | 0      | 0        |

### 6차전
- 10월 29일 - 메이지 진구 야구장

| 팀                                                                                          | 1 | 2 | 3 | 4 | 5 | 6 | 7 | 8 | 9 | R | H | E |
| 오릭스                                                                                      | 0 | 0 | 0 | 0 | 0 | 1 | 0 | 0 | 2 | 3 | 7 | 0 |
| 야쿠르트                                                                                    | 0 | 0 | 0 | 0 | 0 | 0 | 0 | 0 | 0 | 0 | 1 | 1 |
| 승리 투수: 야마사키 사치야(1-0) 패전 투수: 오가와 야스히로(1-1) 세이브: 제이콥 웨그스펙(2S) |   |   |   |   |   |   |   |   |   |   |   |   |

#### 타순
| 오릭스 | 오릭스 | 오릭스            | 오릭스 | 오릭스 | 오릭스 | 오릭스 | 오릭스 | 오릭스   | 오릭스  | 오릭스 |
| 타 순  | 수 비  | 선 수             | 타 석  | 득 점  | 안 타  | 타 점  | 도 루  | 희 생 타 | 4 사 구 | 삼 진  |
| ------ | ------ | ----------------- | ------ | ------ | ------ | ------ | ------ | -------- | ------- | ------ |
| 1      | (一)   | 오타 료           | 5      | 1      | 2      | 0      | 0      | 0        | 1       | 1      |
| 2      | (三)   | 무네 유마         | 5      | 0      | 1      | 0      | 0      | 1        | 0       | 0      |
| 3      | (중)   | 나카가와 게이타   | 5      | 0      | 0      | 0      | 0      | 0        | 0       | 1      |
|        | 투     | J. 웨그스펙       | 0      | 0      | 0      | 0      | 0      | 0        | 0       | 0      |
| 4      | (좌)   | 요시다 마사타카   | 4      | 0      | 0      | 0      | 0      | 0        | 1       | 0      |
| 5      | (우)   | 스기모토 유타로   | 4      | 0      | 1      | 1      | 0      | 0        | 0       | 2      |
| 6      | (二)   | 아다치 료이치     | 4      | 1      | 1      | 0      | 0      | 0        | 1       | 2      |
|        | 二     | 오시로 고지       | 0      | 0      | 0      | 0      | 0      | 0        | 0       | 0      |
| 7      | (유)   | 구레바야시 고타로 | 4      | 1      | 1      | 0      | 0      | 1        | 0       | 1      |
| 8      | (포)   | 후시미 도라이     | 4      | 0      | 0      | 0      | 0      | 0        | 1       | 1      |
| 9      | (투)   | 야마사키 사치야   | 2      | 0      | 0      | 0      | 0      | 1        | 0       | 0      |
|        | 투     | 우다가와 유키     | 0      | 0      | 0      | 0      | 0      | 0        | 0       | 0      |
|        | 타     | 노구치 도모야     | 1      | 0      | 1      | 0      | 0      | 0        | 0       | 0      |
|        | 투     | 히라노 요시히사   | 0      | 0      | 0      | 0      | 0      | 0        | 0       | 0      |
|        | 투     | 야마자키 소이치로 | 0      | 0      | 0      | 0      | 0      | 0        | 0       | 0      |
|        | 타     | 니시노 마사히로   | 1      | 0      | 0      | 1      | 0      | 0        | 0       | 0      |
|        | 중     | 사노 고다이       | 0      | 0      | 0      | 0      | 0      | 0        | 0       | 0      |

| 야쿠르트 | 야쿠르트 | 야쿠르트          | 야쿠르트 | 야쿠르트 | 야쿠르트 | 야쿠르트 | 야쿠르트 | 야쿠르트 | 야쿠르트 | 야쿠르트 |
| 타 순    | 수 비    | 선 수             | 타 석    | 득 점    | 안 타    | 타 점    | 도 루    | 희 생 타 | 4 사 구  | 삼 진    |
| -------- | -------- | ----------------- | -------- | -------- | -------- | -------- | -------- | -------- | -------- | -------- |
| 1        | (중)     | 시오미 야스타카   | 4        | 0        | 1        | 0        | 0        | 0        | 0        | 2        |
| 2        | (좌)     | 아오키 노리치카   | 4        | 0        | 0        | 0        | 0        | 0        | 0        | 0        |
|          | 투       | S. 맥고프         | 0        | 0        | 0        | 0        | 0        | 0        | 0        | 0        |
|          | 투       | 구보 다쿠마       | 0        | 0        | 0        | 0        | 0        | 0        | 0        | 0        |
| 3        | (二)     | 야마다 데쓰토     | 4        | 0        | 0        | 0        | 0        | 0        | 2        | 0        |
| 4        | (三)     | 무라카미 무네타카 | 4        | 0        | 0        | 0        | 0        | 0        | 2        | 1        |
| 5        | (一)     | J. 오수나         | 4        | 0        | 0        | 0        | 0        | 0        | 0        | 2        |
| 6        | (포)     | 나카무라 유헤이   | 3        | 0        | 0        | 0        | 0        | 0        | 0        | 0        |
| 7        | (우)     | D. 산타나         | 3        | 0        | 0        | 0        | 0        | 0        | 0        | 1        |
| 8        | (유)     | 나가오카 히데키   | 3        | 0        | 0        | 0        | 0        | 0        | 0        | 2        |
| 9        | (투)     | 오가와 야스히로   | 2        | 0        | 0        | 0        | 0        | 0        | 1        | 1        |
|          | 투       | 기자와 나오후미   | 0        | 0        | 0        | 0        | 0        | 0        | 0        | 0        |
|          | 투       | 이시야마 다이치   | 0        | 0        | 0        | 0        | 0        | 0        | 0        | 0        |
|          | 타       | 미야모토 다케시   | 1        | 0        | 0        | 0        | 0        | 0        | 0        | 1        |
|          | 좌       | 마루야마 가즈야   | 0        | 0        | 0        | 0        | 0        | 0        | 0        | 0        |

#### 투수
| 오릭스 | 오릭스            | 오릭스   | 오릭스 | 오릭스 | 오릭스   | 오릭스   | 오릭스 | 오릭스 | 오릭스   | 오릭스 | 오릭스   |
| 선 수  | 선 수             | 투 구 수 | 타 자  | 이 닝  | 피 안 타 | 피 홈 런 | 볼 넷  | 몸 맞  | 탈 삼 진 | 실 점  | 자 책 점 |
| ------ | ----------------- | -------- | ------ | ------ | -------- | -------- | ------ | ------ | -------- | ------ | -------- |
| 승     | 야마사키 사치야   | 70       | 18     | 5.0    | 1        | 0        | 3      | 0      | 3        | 0      | 0        |
| H      | 우다가와 유키     | 25       | 5      | 1.0    | 0        | 0        | 2      | 0      | 2        | 0      | 0        |
| H      | 히라노 요시히사   | 13       | 3      | 1.0    | 0        | 0        | 0      | 0      | 2        | 0      | 0        |
| H      | 야마자키 소이치로 | 13       | 3      | 1.0    | 0        | 0        | 0      | 0      | 2        | 0      | 0        |
| S      | J. 웨그스펙       | 9        | 3      | 1.0    | 0        | 0        | 0      | 0      | 1        | 0      | 0        |

| 야쿠르트 | 야쿠르트        | 야쿠르트 | 야쿠르트 | 야쿠르트 | 야쿠르트 | 야쿠르트 | 야쿠르트 | 야쿠르트 | 야쿠르트 | 야쿠르트 | 야쿠르트 |
| 선 수    | 선 수           | 투 구 수 | 타 자    | 이 닝    | 피 안 타 | 피 홈 런 | 볼 넷    | 몸 맞    | 탈 삼 진 | 실 점    | 자 책 점 |
| -------- | --------------- | -------- | -------- | -------- | -------- | -------- | -------- | -------- | -------- | -------- | -------- |
| 패       | 오가와 야스히로 | 88       | 25       | 6.0      | 4        | 0        | 2        | 1        | 6        | 1        | 1        |
|          | 기자와 나오후미 | 19       | 4        | 1.0      | 1        | 0        | 0        | 0        | 1        | 0        | 0        |
|          | 이시야마 다이치 | 8        | 3        | 1.0      | 0        | 0        | 0        | 0        | 1        | 0        | 0        |
|          | S. 맥고프       | 19       | 5        | 0.2      | 1        | 0        | 1        | 0        | 0        | 2        | 0        |
|          | 구보 다쿠마     | 8        | 2        | 0.1      | 1        | 0        | 0        | 0        | 0        | 0        | 0        |

### 7차전
- 10월 30일 - 메이지 진구 야구장

| 팀 | 1 | 2 | 3 | 4 | 5 | 6 | 7 | 8 | 9 | R | H | E |
| 오릭스 | 1 | 0 | 0 | 0 | 4 | 0 | 0 | 0 | 0 | 5 | 8 | 1 |
| 야쿠르트 | 0 | 0 | 0 | 0 | 0 | 0 | 0 | 4 | 0 | 4 | 8 | 1 |
| 승리 투수: 미야기 히로야(1-1) 패전 투수: 사이 스니드(0-1) 세이브: J. 웨그스펙(3S) 홈런: 오릭스 – 오타 료(1회 1점) 야쿠르트 – 호세 오수나(8회 3점) |   |   |   |   |   |   |   |   |   |   |   |   |

#### 타순
| 오릭스 | 오릭스 | 오릭스            | 오릭스 | 오릭스 | 오릭스 | 오릭스 | 오릭스 | 오릭스   | 오릭스  | 오릭스 |
| 타 순  | 수 비  | 선 수             | 타 석  | 득 점  | 안 타  | 타 점  | 도 루  | 희 생 타 | 4 사 구 | 삼 진  |
| ------ | ------ | ----------------- | ------ | ------ | ------ | ------ | ------ | -------- | ------- | ------ |
| 1      | (一)   | 오타 료           | 5      | 2      | 2      | 1      | 0      | 0        | 0       | 1      |
|        | 투     | J. 웨그스펙       | 0      | 0      | 0      | 0      | 0      | 0        | 0       | 0      |
| 2      | (三)   | 무네 유마         | 5      | 0      | 0      | 0      | 0      | 0        | 0       | 1      |
| 3      | (중)一 | 나카가와 게이타   | 4      | 1      | 1      | 0      | 0      | 0        | 1       | 2      |
| 4      | (좌)   | 요시다 마사타카   | 4      | 1      | 0      | 1      | 0      | 0        | 1       | 0      |
| 5      | (우)   | 스기모토 유타로   | 4      | 0      | 0      | 0      | 0      | 0        | 1       | 1      |
| 6      | (二)   | 아다치 료이치     | 4      | 0      | 1      | 0      | 0      | 0        | 0       | 1      |
| 7      | (유)   | 구레바야시 고타로 | 4      | 0      | 0      | 0      | 0      | 0        | 0       | 2      |
| 8      | (포)   | 후시미 도라이     | 4      | 0      | 3      | 0      | 0      | 0        | 0       | 0      |
|        | 주     | 오다 유야         | 0      | 0      | 0      | 0      | 0      | 0        | 0       | 0      |
|        | 포     | 와카쓰키 겐야     | 0      | 0      | 0      | 0      | 0      | 0        | 0       | 0      |
| 9      | (투)   | 미야기 히로야     | 2      | 1      | 1      | 0      | 0      | 0        | 0       | 1      |
|        | 타     | 노구치 도모야     | 1      | 0      | 0      | 0      | 0      | 0        | 0       | 1      |
|        | 투     | 우다가와 유키     | 0      | 0      | 0      | 0      | 0      | 0        | 0       | 0      |
|        | 투     | 야마자키 소이치로 | 0      | 0      | 0      | 0      | 0      | 0        | 0       | 0      |
|        | 투     | 히가 모토키       | 0      | 0      | 0      | 0      | 0      | 0        | 0       | 0      |
|        | 타중   | 후쿠다 슈헤이     | 1      | 0      | 0      | 0      | 0      | 1        | 0       | 0      |

| 야쿠르트 | 야쿠르트 | 야쿠르트          | 야쿠르트 | 야쿠르트 | 야쿠르트 | 야쿠르트 | 야쿠르트 | 야쿠르트 | 야쿠르트 | 야쿠르트 |
| 타 순    | 수 비    | 선 수             | 타 석    | 득 점    | 안 타    | 타 점    | 도 루    | 희 생 타 | 4 사 구  | 삼 진    |
| -------- | -------- | ----------------- | -------- | -------- | -------- | -------- | -------- | -------- | -------- | -------- |
| 1        | (중)     | 시오미 야스타카   | 5        | 1        | 1        | 0        | 0        | 0        | 0        | 2        |
| 2        | (좌)     | P. 키블러핸       | 2        | 0        | 0        | 0        | 0        | 0        | 0        | 0        |
|          | 타좌     | 마루야마 가즈야   | 2        | 1        | 1        | 0        | 0        | 0        | 0        | 1        |
| 3        | (二)     | 야마다 데쓰토     | 4        | 0        | 0        | 0        | 0        | 0        | 1        | 2        |
| 4        | (三)     | 무라카미 무네타카 | 4        | 1        | 1        | 1        | 0        | 0        | 0        | 2        |
| 5        | (一)     | J. 오수나         | 4        | 1        | 1        | 3        | 0        | 0        | 0        | 0        |
| 6        | (포)     | 나카무라 유헤이   | 4        | 0        | 1        | 0        | 0        | 0        | 0        | 1        |
| 7        | (우)     | D. 산타나         | 4        | 0        | 2        | 0        | 0        | 0        | 1        | 0        |
| 8        | (유)     | 나가오카 히데키   | 4        | 0        | 1        | 0        | 0        | 0        | 0        | 0        |
| 9        | (투)     | C. 스니드         | 1        | 0        | 0        | 0        | 0        | 0        | 0        | 1        |
|          | 투       | 오니시 히로키     | 0        | 0        | 0        | 0        | 0        | 0        | 0        | 0        |
|          | 타       | 가와바타 신고     | 1        | 0        | 0        | 0        | 0        | 0        | 0        | 1        |
|          | 투       | 다구치 가즈토     | 0        | 0        | 0        | 0        | 0        | 0        | 0        | 0        |
|          | 타       | 아오키 노리치카   | 1        | 0        | 0        | 0        | 0        | 0        | 0        | 1        |
|          | 투       | 이시야마 다이치   | 0        | 0        | 0        | 0        | 0        | 0        | 0        | 0        |
|          | 투       | 시미즈 노보루     | 0        | 0        | 0        | 0        | 0        | 0        | 0        | 0        |
|          | 타       | 우치야마 소마     | 1        | 0        | 0        | 0        | 0        | 0        | 0        | 0        |

#### 투수
| 오릭스 | 오릭스            | 오릭스   | 오릭스 | 오릭스 | 오릭스   | 오릭스   | 오릭스 | 오릭스 | 오릭스   | 오릭스 | 오릭스   |
| 선 수  | 선 수             | 투 구 수 | 타 자  | 이 닝  | 피 안 타 | 피 홈 런 | 볼 넷  | 몸 맞  | 탈 삼 진 | 실 점  | 자 책 점 |
| ------ | ----------------- | -------- | ------ | ------ | -------- | -------- | ------ | ------ | -------- | ------ | -------- |
| 승     | 미야기 히로야     | 73       | 19     | 5.0    | 3        | 0        | 1      | 0      | 5        | 0      | 0        |
|        | 우다가와 유키     | 36       | 8      | 2.0    | 1        | 0        | 1      | 0      | 3        | 0      | 0        |
|        | 야마자키 소이치로 | 24       | 5      | 0.1    | 4        | 1        | 0      | 0      | 1        | 4      | 4        |
| H      | 히가 모토키       | 16       | 2      | 0.2    | 0        | 0        | 0      | 0      | 1        | 0      | 0        |
| S      | J. 웨그스펙       | 8        | 3      | 1.0    | 0        | 0        | 0      | 0      | 1        | 0      | 0        |

| 야쿠르트 | 야쿠르트        | 야쿠르트 | 야쿠르트 | 야쿠르트 | 야쿠르트 | 야쿠르트 | 야쿠르트 | 야쿠르트 | 야쿠르트 | 야쿠르트 | 야쿠르트 |
| 선 수    | 선 수           | 투 구 수 | 타 자    | 이 닝    | 피 안 타 | 피 홈 런 | 볼 넷    | 몸 맞    | 탈 삼 진 | 실 점    | 자 책 점 |
| -------- | --------------- | -------- | -------- | -------- | -------- | -------- | -------- | -------- | -------- | -------- | -------- |
| 패       | C. 스니드       | 74       | 23       | 4.2      | 6        | 1        | 1        | 2        | 5        | 5        | 2        |
|          | 오니시 히로키   | 3        | 1        | 0.1      | 0        | 0        | 0        | 0        | 1        | 0        | 0        |
|          | 다구치 가즈토   | 32       | 7        | 2.0      | 1        | 0        | 0        | 0        | 2        | 0        | 0        |
|          | 이시야마 다이치 | 9        | 3        | 1.0      | 0        | 0        | 0        | 0        | 1        | 0        | 0        |
|          | 시미즈 노보루   | 11       | 4        | 1.0      | 1        | 0        | 0        | 0        | 1        | 0        | 0        |

### 오릭스의 일본 시리즈 우승에 관한 기록·사항
- 오릭스는 4승 1무 2패로 야쿠르트를 누르고 1996년 이후 26년 만에 팀 통산 5번째로 일본 시리즈 정상에 올랐다.[9] 26년 간의 우승 공백은 역대 6번째로 가장 길었다.[9]
  - 또한 오릭스로서는 21세기에 들어서면서 최초의 일본 시리즈 우승이며[10] 21세기에 일본 시리즈 우승을 경험한 것은 역대 9번째 구단이자 퍼시픽 리그 전 구단이 일본 시리즈 우승을 차지하게 됐다.[10] 더 나아가 그해 오릭스의 일본 시리즈 우승에 의해 21세기에 들어서면서 우승하지 못한 구단은 히로시마(1984년), 한신(1985년), DeNA(1998년) 등 3개 구단이 됐지만[10] 이듬해 일본 시리즈에서 한신이 오릭스를 4승 3패로 누르고 38년 만에 제패함에 따라 21세기에 들어서도 우승하지 못한 구단은 이 시점에서 히로시마와 DeNA 2개 구단(DeNA는 2024년에 리그 3위 팀으로서 일본 시리즈 우승을 달성)만이 남게 됐다.
- 쇼와, 헤이세이, 레이와 시대의 3연호에서 일본 시리즈 정상에 오른 것은 소프트뱅크, 야쿠르트 이은 세 번째 구단이 됐다.
- 일본 시리즈 우승 횟수는 2020년에 소프트뱅크가 승리한 시점에서 70년 만에 퍼시픽 리그가 1승으로 앞서나갔다가 작년에 야쿠르트가 우승하면서 다시 동률(36승 36패)이 됐지만 오릭스의 일본 시리즈 우승으로 퍼시픽 리그가 37승 36패를 기록하면서 2년 만에 다시 1승을 앞서나가게 됐다.[9]
- 3차전까지 승리가 없던 구단의 일본 시리즈 우승은 1989년 요미우리 이후 5번째이다.[9]
- 2년 만에 ‘퍼시픽 리그 6구단 모두 마지막에 출전한 일본 시리즈에서 우승[주 13]’한 것과 ‘퍼시픽 리그 6구단 모두 마지막에 출전한 일본 시리즈에서 탈락[주 14]’하는 기록을 세우게 됐다.
- 오릭스가 일본 시리즈에서 야쿠르트를 상대로 누른 것은 네 번째 맞대결 끝에 처음으로 승리하게 됐다.[11]
- 2년 연속 동일 매치가 성사된 일본 시리즈에서 전년도에 탈락한 팀이 승리한 사례는 역대 세 번째이다.[11]
- 전년도 일본 시리즈에서 우승한 구단의 일본 시리즈 탈락은 2013년 요미우리 이후 9번째 구단이다.
- 전년도 일본 시리즈에서 탈락한 구단의 일본 시리즈 우승은 2009년 요미우리 이후 5번째 구단이다.
- 오릭스가 1984년의 히로시마 이후 38년 만이 되는 전 경기에서 순수 일본인 선수만으로 선발 멤버를 구성하여 일본 시리즈 우승을 결정지었다.[12][주 15]
- 일본 시리즈 총 득점이 적은 쪽의 팀에 의해서 우승한 사례는 2004년 이후[11] 역대 9번째이다.[주 16]
- ‘버펄로스’라는 이름을 사용했던 구단으로서는 오사카 긴테쓰 버펄로스가 끝내 이루지 못한 일본 시리즈 우승을 6번째 도전 끝에 이뤄냈다. 전신인 한큐 시절을 포함해 ‘브레이브스’, ‘블루웨이브’, ‘버펄로스’라는 3종류의 구단명으로 일본 시리즈 우승을 차지한 것은 12개 구단에서 최다 기록이다.[주 17] 합병 전의 오사카 긴테쓰 버펄로스(긴테쓰 펄스→긴테쓰 버펄로스 시절을 포함) 시절엔 일본 시리즈 우승은 없었다.

## 수상 선수
MVP
- 스기모토 유타로(오릭스)

4차전, 6차전에서 모두 결승타를 치는 등 타율 0.231(26타수 6안타), 0홈런, 3타점을 기록했다. 특히 7차전에서는 5회에 실책을 유도하는 뜬공을 날려(당초 기록은 3루타) 3점을 불러들였다.
감투상
- 호세 오수나(야쿠르트)

1차전에서는 선제 적시 2루타를 포함한 3안타 3타점 1홈런, 7차전에서는 1점차로 따라붙는 3점 홈런을 터뜨리는 등 타율 0.367(30타수 11안타), 2홈런, 8타점, 금년도 일본 시리즈 최다인 11안타를 기록하는 활약을 보였다.
우수 선수상
- 야마사키 사치야(오릭스)

2차전과 6차전에 선발 등판했는데 2차전에서는 4이닝을 던져 4피안타 2볼넷 무실점으로 승리 투수가 되지 못했지만 2회에 적시타를 날리는 활약도 보였다.5일 쉬고 등판한 6차전에서는 5이닝을 1피안타 3볼넷 무실점의 호투로 승리 투수가 됐다(2경기 등판, 1승 0패, 평균 자책점 0.00).
- 요시다 마사타카(오릭스)

타율 0.174(23타수 4안타), 4타점을 기록했는데 5차전에서 맥고프를 상대로 끝내기 홈런을 포함하여 한 경기에서 무려 2개 홈런을 때려내는 활약을 보였다.
- 시오미 야스타카(야쿠르트)

타율 0.357, 1홈런, 1타점을 기록했다. 1차전에서는 4타수 3안타 1홈런으로 맹타를 기록했다.
SMBC 모두의 성원상
- 무라카미 무네타카(야쿠르트)

타율 0.192(26타수 5안타). 1차전에서 8회에 홈런, 7차전에서 8회에 적시타를 날렸다. 낮은 타율인데도 1홈런, 5타점으로 시즌 3관왕으로서의 의지를 보였다.

## 어록
딱히 의식할 필요는 없습니다.… 일단 첫 번째는 이기고 싶습니다. 4승을 하고 싶습니다. 그 이후에는 작년에도 그랬듯이 ‘멋진 싸움이었어’라는 말을 들을 수 있는 일본 시리즈를 만들고 싶습니다.— 다카쓰 신고(야쿠르트 감독), 팀 연습 후에 있은 감독 회견에서

드디어 내일이군. 여러 가지 체크도 했으니 … 타선이 12구단 중에서도 최고 수준으로 좋으니까. 한 사람, 한 사람의 대전에 집중해 나가고 싶다.— 야마모토 요시노부(오릭스), 1차전 선발로 낙점된 것에 대해

평소 하던대로 피칭해 준다면…. 드디어 시작된다. 기대감이 더 크다. 정말 도전자로서 챔피언 팀에 부딪혀 나가고 싶다. 정말 뜨거운 싸움을 기대해 주길 바란다.— 나카지마 사토시(오릭스 감독), 1차전 선발로 낙점된 야마모토에 대해 기대감을 드러내며

어떻게든 빠른 단계에서 따라잡고 싶었고, 기회가 있는 상황에서 우선 한점 나와서 좋았습니다!— 구레바야시 고타로(오릭스), 1차전에서 우전 안타로 선제 1점을 따냈을 때

첫 경기를 따내서 스타트를 좋게 끊을 수 있었다. 한 경기, 한 경기, 이기기 위해서 전력을 다하겠다.— 다카쓰 신고(야쿠르트 감독), 1차전 종료 후 승리 감독 인터뷰에서

(야마사키)사치야가 열심히 해주었기 때문에 어떤 식으로든 추가점이 나와서 다행입니다.— 스기모토 유타로(오릭스), 2차전 5회초에 내야 안타로 1점을 올렸을 때

제가 하는 일은 야마다 선수와 무라카미 선수를 잘 연결하는 일이기 때문에 쉽게 몰렸지만 과감히 덤벼들면서 쳤습니다. 좋은 각도로 올라갔어요.— 우치야마 소마(야쿠르트), 9회말에 동점 3점 홈런을 기록했을 때

작년은 작년입니다. 올해에는 다른 사람도 타선에 타선에 들어왔으니까 한 사람 한 사람 집중해서 던지는 것이 중요하다고 생각합니다.— 다카하시 게이지(야쿠르트), 3차전 선발로 낙점된 것에 대해

너무 깊이 생각하지 않고, 열심히 할 뿐입니다.— 미야기 히로야(오릭스), 3차전 선발로 낙점된 것에 대해

망설이지 않고 확실하게 뿌리러 갔습니다. (선발인)다카하시가 열심히 분발하고 있었기 때문에 먼저 점수를 내고 싶었습니다.— 야마다 데쓰토(야쿠르트), 5회초에 선제 3점 홈런을 때렸을 때

상대는 미야기 투수로 시작부터 투수전 양상이었지만 야마다의 한 방과 다카하시가 6회까지 던진 것은 그만큼 성장했다고 느꼈습니다. … 오늘 이긴 것은 좋았습니다. 내일은 새로운 경기가 시작되니 연구해서 이길 수 있도록 열심히 하겠습니다.— 다카쓰 신고(야쿠르트 감독), 3차전 종료 후 승리 감독 인터뷰에서

어떻게든 선제적 한방이 돼줘서 다행이네요.— 스기모토 유타로(오릭스), 4차전 3회말 투 아웃 상황에서 선제 적시타를 때려냈을 때

많이 힘들었어요. 많이 저렸습니다. … 고된 경기였지만 어떻게든 내일은 점수를 따고 편안하게 봅시다!— 나카지마 사토시(오릭스 감독), 4차전 종료 후 승리 감독 인터뷰에서

젊은 투수(야마시타)가 선발로 나가 있기 때문에 선취점을 따주고 싶다는 기분이었습니다. 어제의 좋지 않은 흐름을 끊고 선제 공격을 할 수 있어서 좋았습니다.— 호세 오수나(야쿠르트), 5차전 1회초에 선제 1점을 따냈을 때

확실히 1구에서 끝내버릴 수 있어서 좋았고, 어떻게든 흐름을 바꿀 수 있어서 좋았습니다!— 요시다 마사타카(오릭스), 5회말에 역전 솔로 홈런을 때렸을 때

정말 대단한 경기였습니다. … 웬만해선 이길 수 없었지만 이것으로 승부가 원점이 됐습니다. 남은 건 계속 이겨나가는 것 뿐이라고 생각하고 있습니다.— 나카지마 사토시(오릭스 감독), 5차전 종료 후 승리 감독 인터뷰에서

사치야가 열심히 던져줘서 어떻게든 선제점을 받았다고 생각했고 그 장면, 스스로 승부를 볼 것이라고 생각했기 때문에 어쨌든 쳐서 다행입니다!— 스기모토 유타로(오릭스), 6차전 6회초에 선제 적시타를 때렸을 때

거기까지 왔는데 작년이나 올해도 마술없이 우승해서 뭔지 모르겠어요. 내일도 이 추위를 날려버릴 뜨거운 경기를 펼칠 수 있도록 하겠습니다.— 나카지마 사토시(오릭스 감독), 6차전 종료 후 승리 감독 인터뷰에서

어떻게든 좋은 흐름을 가져올 수 있도록 큰맘 먹고 타석에 들어섰습니다. 타이밍도 잘 맞았고 좋은 감각으로 칠 수 있었던 것 같았습니다.— 오타 료(오릭스), 7차전 1회초에서 선제 솔로 홈런을 때렸을 때

매우 좋은 밤하늘이었습니다. 여기 있는 선수들, 2군에 있는 선수들, 모든 선수들이 일궈낸 우승입니다. 팬 여러분의 응원이 있었기에 여기까지 온 것 같습니다.— 나카지마 사토시(오릭스 감독), 우승 감독 인터뷰에서

너무 좋습니다. 작년에 당해서 분한 마음이었는데 역전할 수 있어서 다행입니다.— 스기모토 유타로(오릭스), 일본 시리즈 MVP로 선정된 후에 가진 히어로 인터뷰에서

## 기록

### 신기록
1차전
- 한 경기 4삼진 : 야마다 데쓰토 ※역대 최다 타이, 7명째[31]
- 4타석 연속 삼진 : 상동 ※역대 최장 타이, 5명째[32]
- 4타석 연속 헛스윙 삼진 : 상동 ※역대 최장 타이, 2004년 6차전에서 호소카와 도루 이후 2번째[31]

2차전
- 한 경기에서 총 44명의 선수 출장 ※역대 최다 타이, 3번째[33]
- 한 경기에서 총 16명의 투수 등판 ※역대 최다[33]

3차전
- 한 경기 2사구 : 시오미 야스타카 ※역대 최다 타이, 5명째[34]
- 2타석 연속 사구 : 상동 ※역대 최장 타이, 3명째[34]
- 3경기 연속 두 자릿수 안타 : 야쿠르트 ※역대 15번째, 1차전부터 3경기 연속은 역대 6번째[35]

5차전
- 한 이닝 2병살타 : 야쿠르트(5회초에 무라카미 무네타카와 호세 오수나가 기록) ※사상 최초[36]
- 일본 시리즈 통산 3번째인 구원에서의 패전 : 스콧 맥고프 ※사상 최초[37]

6차전
- 팀당 한 경기 1안타 : 야쿠르트 ※일본 시리즈 역대 3번째, 첫회 선두 타자의 안타만 기록한 것은 사상 최초[38]
- 한 경기에서의 장타 없음 ※역대 최소 타이, 7번째[32]
- 3경기 연속 홀드 : 야마자키 소이치로 ※역대 최장 타이, 6명째[32]

일본 시리즈 통산
- 투수로서의 2차례 실책 : 스콧 맥고프 ※역대 최다 타이, 4명째[39]
  - 투수로서의 2차례 적시 실책 : 상동 ※역대 최다 타이, 1963년 미야타 유키노리 이후 2명째[39]
- 3세이브 : 제이콥 웨그스펙 ※역대 최다 타이, 7명째, 7경기제에서는 3명째[32]
- 3홀드 : 시미즈 노보루·야마자키 소이치로·히가 모토키 ※역대 최다 타이, 4·5·6명째[32]
- 팀 6사구 : 오릭스 ※역대 최다 타이, 4번째, 7경기제에서는 3번째[32]
- 팀 71삼진 : 야쿠르트 ※역대 최다[32]
- 팀 총 38명의 투수 등판 : 오릭스 ※역대 최다[40]
- 시리즈 완투 없음 ※17번째[32]

### 그 외의 기록
2차전
- 첫 타석 홈런 : 우치야마 소마(9회말에 대타로 좌월 3점) ※역대 16명째, 대타로는 역대 4명째, 20세 3개월에서 기록한 것은 역대 최연소[41]
- 대타 홈런 : 상동 ※역대 31명째(33번째), 20세 3개월에 기록하는 것은 역대 최연소[41]
  - 9회에 대타 동점 홈런 ※역대 4명째[41]
- 경기 시간 : 5시간 02분 ※역대 2위 최장 시간, 12회제에서는 역대 최장[33]
- 무승부 ※역대 9번째

3차전
- 일본 시리즈 첫 등판부터 15이닝 연속 무실점 : 다카하시 게이지(2021년 2차전에서 9이닝 무실점→금년도 3차전에서 6이닝 무실점) ※역대 4명째, 선발로는 1951년 후지모토 히데오 이후 역대 2명째[42]

5차전
- 끝내기 홈런 : 요시다 마사타카(9회말에 우월 2점) ※역대 17명째(18번째)[22]
  - 일본 시리즈 두 번째의 끝내기 안타 : 상동(2021년 1차전에서도 기록) ※켄트 하들리 이후 역대 2명째, 2년 연속 기록한 것은 사상 최초[22]
  - 끝내기 홈런을 포함한 한 경기에서의 2홈런 : 상동(5회말에도 중월 솔로) ※2003년 4차전에서 가네모토 도모아키 이후 역대 2명째[22]

7차전
- 첫회 선두 타자 홈런 : 오타 료(1회초에 중월 솔로) ※역대 13명째(14번째), 초구로 기록한 것은 사상 최초[43]
- 매이닝 삼진 : 오릭스 ※역대 10번째[32]

그 외
- 3경기 승리 없음에서 4연승으로 일본 시리즈 우승 : 오릭스 ※1989년 요미우리 이후 33년 만에 5번째[44]

## 시구식
- 1차전 : 도쿄 야쿠르트 스왈로스 주니어팀 선수[45][46]
- 2차전 : 나카죠 아야미[45][46](배우·모델[46], 대회 스폰서인 미쓰이스미토모 은행 CM에 출연)
- 3차전 : 오릭스 버펄로스 주니어팀 선수[45][46]
- 4차전 : 우에요나바루 히로카즈(장애인 육상 선수)[47]

## 주해
1. ↑  2019년에 소프트뱅크는 리그 2위 팀으로서 출전했고 2006년과 2007년에 2년 연속 맞붙은 주니치 대 닛폰햄전에서는 2007년에 주니치가 리그 2위 팀으로서 출전했기 때문이다.
2. ↑  간토 지방과 간사이 지방을 연고지로 하는 팀의 대전에서 2년 연속 동일 구단의 맞대결은 1976년, 1977년 한큐 대 요미우리전 이후이다.
3. ↑  오릭스의 경우 전신이던 한큐 시절을 포함하여 1952년 프랜차이즈 제도가 도입된 이후부터 2004년까지는 효고현(그 중 1990년까지는 한큐 니시노미야 구장, 1991년부터 2004년에는 그린 스타디움 고베(2003년과 2004년에는 명명권 채택을 위해 ‘Yahoo! BB 스타디움’으로 변경)), 2005년부터 2007년까지 오사카 긴테쓰 버펄로스와의 합병에 의한 잠정 조치로 오사카부(오사카 돔→2006년 7월 이후 ‘교세라 돔 오사카’)와 효고현(스카이마크 스타디움)을 번갈아 채택한 후 2008년부터 오사카부(교세라 돔 오사카)로 일원화하고 있다.
4. ↑  다나카 쓰토무(니시테쓰)가 달성했다.
5. ↑  가와카미 겐신(주니치)이 달성했다.
6. ↑  와타나베 히사노부(세이부)가 달성했고 더욱이 그 해 대전 상대인 요미우리에 대해서도 노구치 시게키(주니치)가 달성했다.
7. ↑  그 밖에 1967년 와코 다다오(니시테쓰), 1969년 나리타 후미오(롯데) 등이 달성했다.
8. ↑  과거 호랑이해에서의 일본 시리즈 우승은 1950년 마이니치(후신인 1974년 롯데, 2010년 지바 롯데를 포함), 1962년 도에이, 1986년 세이부, 1998년 요코하마, 당시 센다이를 연고지로 삼고 있던 1974년 롯데를 포함해 모두 동일본 지역을 연고지로 하는 구단이었다. 더 나아가 1974년 롯데도 일본 시리즈의 홈 경기는 모두 고라쿠엔 구장에서 개최된 바 있다.
9. ↑  오릭스의 홈구장인 교세라 돔 오사카는 10월 30일부터 11월 9일까지 제47회 사회인 야구 일본 선수권 대회 전국 대회를 개최할 예정이었던 터라[5] 만일 9·10차전이 필요할 경우에는 홋토못토 필드 고베에서 개최하는 것으로 결정이 내려졌다.[6]
10. ↑  2020년 요미우리 주관 경기가 교세라 돔 오사카에서 개최됐고, 2021년 야쿠르트 주관 경기는 도쿄 돔에서 개최됐는데 오릭스 주관 경기 중 6차전(만약 개최될 경우 7차전도)은 홋토못토 필드 고베에서 개최된 바 있다.
11. ↑  오사카 긴테쓰 버펄로스는 오사카 돔으로 이전하고 나서는 2001년 한 번밖에 개최되지 않았다. 2020년에는 홈 구장이 아닌 요미우리가 주최 경기로 1·2차전을 치렀다.
12. ↑  2020년에는 요미우리 주관 경기인 1·2차전(6·7차전까지 가면 그곳에서도 개최)이 도시 대항 야구 대회가 열리는 관계로 도쿄 돔을 사용할 수 없기 때문에 교세라 돔 오사카에서 개최됐고 2021년에는 야쿠르트가 주관한 3·4·5전이 메이지 진구 야구 대회에서 진구 구장을 사용할 수 없는 관계로 도쿄 돔에서 개최했다. 오릭스 주관 경기 중 6차전(만약 개최될 경우 7차전도)은 교세라 돔 오사카가 AAA 돔 투어 중의 하나인 오사카 공연으로 인하여 사용할 수 없기 때문에 홋토못토 필드 고베에서 개최됐다. 단, 홋토못토 필드 고베는 오릭스가 블루웨이브 시절에 홈 구장으로 삼았던 구장이다.
13. ↑  소프트뱅크(2020년)·닛폰햄(2016년)·라쿠텐(2013년)·지바 롯데(2010년)·세이부(2008년), 오릭스도 작년에 일본 시리즈에서 탈락할 때까지 1996년에 우승한 것이 마지막 출전이었다.
14. ↑  요미우리(2020년)·히로시마(2018년)·DeNA(2017년)·한신(2014년)·주니치(2011년), 야쿠르트는 작년에 일본 시리즈 우승까지 2015년에 일본 시리즈에서 탈락한 것이 마지막 출전이었다.
15. ↑  2002년의 요미우리도 일본인 선수만으로 선발 멤버를 구성하고 있었지만 에토 아키라, 구도 기미야스 등 이적 선수가 포함돼 있었다.[12]
16. ↑  일본 시리즈에서 우승한 팀의 총 득점이 패전팀의 총 득점보다 적은 사례(2021년 이전)는 다음과 같다.
  - 1958년(니시테쓰 23 : 25 요미우리)
  - 1961년(요미우리 21 : 25 난카이)
  - 1978년(야쿠르트 35 : 37 한큐)
  - 1979년(히로시마 17 : 23 긴테쓰)
  - 1980년(히로시마 28 : 29 긴테쓰)
  - 1993년(야쿠르트 24 : 27 세이부)
  - 1994년(요미우리 20 : 22 세이부)
  - 2004년(세이부 32 : 37 주니치)
17. ↑  두 종류의 구단명으로 일본 시리즈 우승을 차지한 사례는 DeNA(다이요→요코하마 시절. ‘웨일스’와 ‘베이스타스’), 닛폰햄(도에이 시절을 포함. ‘플라이어스’와 ‘파이터스’), 지바 롯데(마이니치→다이마이 시절을 포함. ‘오리온스’와 ‘마린스’) 등 3개 구단이 있다.
18. ↑  오릭스 구단 일본인 선수의 MVP 수상은 1977년 야마다 히사시 이후 45년 만이며, 구단 일본인 야수로 한정하면 1976년 후쿠모토 유타카 이후 46년 만에 두 번째다. 전년도 우수 선수에 의한 MVP 수상은 사상 최초이며 작년에도 수상했던 야수의 MVP 수상은 1970년의 나가시마 시게오 이후 두 번째이다.
19. ↑  일본 시리즈 기간 동안 트위터상에서 가장 많은 성원을 받은 선수에게 주어진다.

## 같이 보기
- 1978년 일본 시리즈
- 1995년 일본 시리즈
- 2001년 일본 시리즈
- 2021년 일본 시리즈
- 2022년 센트럴 리그 클라이맥스 시리즈
- 2022년 퍼시픽 리그 클라이맥스 시리즈